# Saturnisme animal
Le saturnisme animal regroupe toutes les formes de saturnisme (c'est-à-dire d'intoxication par le plomb) pouvant toucher les animaux, qu'ils soient sauvages, domestiques ou de compagnie, terrestres ou aquatiques (poissons dont truites par exemple chez lesquels des anomalies de développement peuvent apparaître dès 22 μg/L associés à des indices de neurotoxicité, et qui peuvent concentrer le plomb, surtout dans l'os operculaire, les branchies puis les reins, avec des anomalies du métabolisme dès 13 µg/L). C'est une expression employée en médecine vétérinaire ou de santé environnementale, mais aussi dans les contextes cynégétiques ou de l'élevage avicole.
Le plomb affecte de nombreuses fonctions de l'organisme animal, dont l'apprentissage, en diminuant les chances de survie de l'individu intoxiqué. Le « saturnisme aviaire » est l'une des formes les plus étudiées du saturnisme animal ; il regroupe toutes les variantes d'intoxications par le plomb - aiguë ou chronique - d'oiseaux, qu'ils soient sauvages, domestiques ou de compagnie.

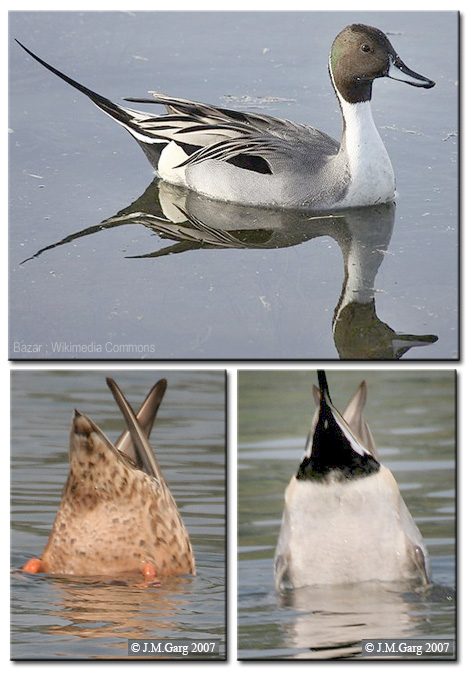
Le Canard pilet, en raison de son comportement alimentaire est l'un des oiseaux les plus fréquemment mortellement exposés à l'ingestion de grenaille de plomb de chasse (et moindrement mais significativement aux plombs de pêche). La plupart des populations de ce canard sont en Europe de l'Ouest en régression. C'est le canard le plus touché par ce type d'empoisonnement.

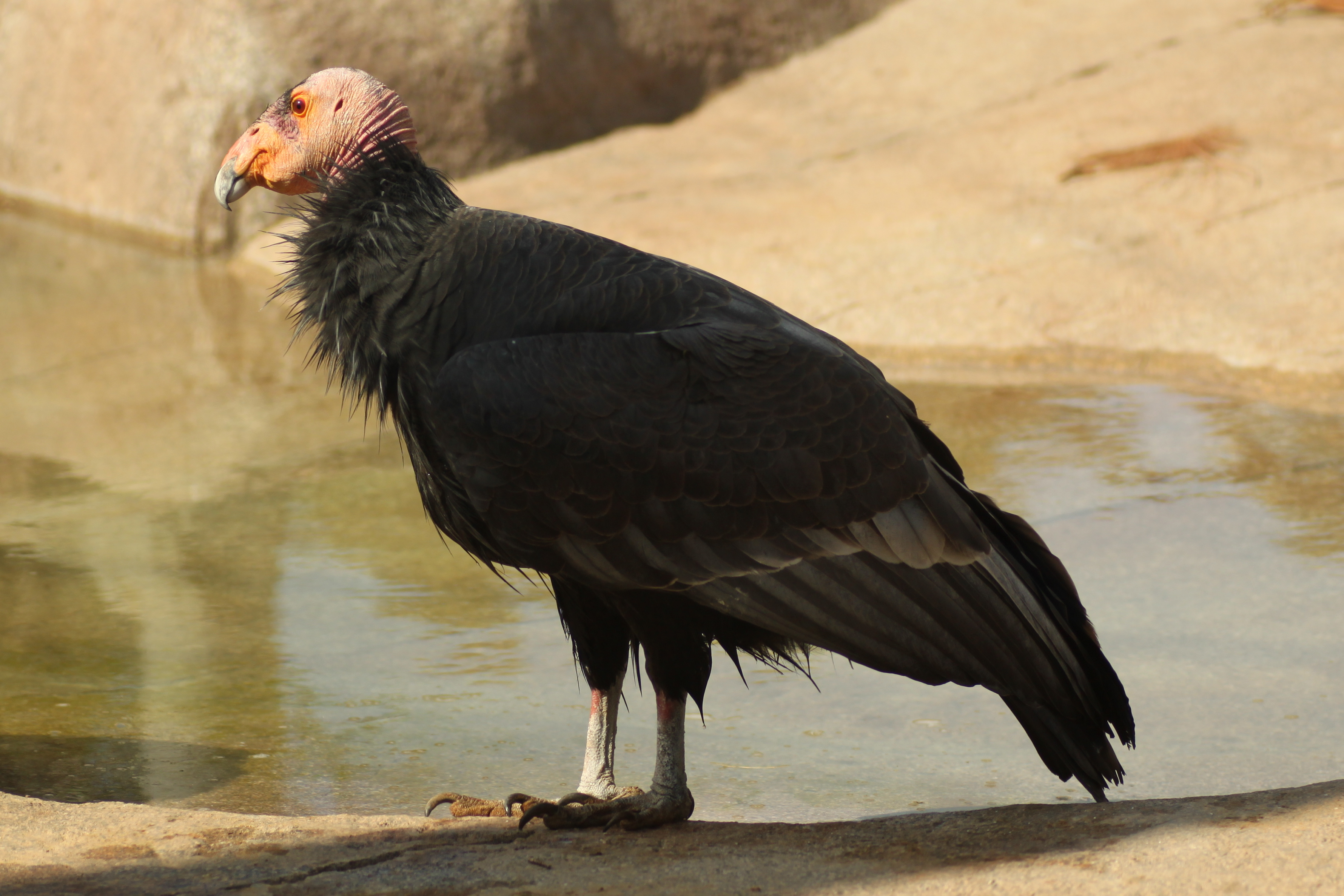
Les balles sont aussi en cause ; la première cause de mortalité du Condor de Californie adulte (espèce menacée de disparition, second plus grand oiseau volant terrestre du monde) est un saturnisme aviaire induit par son mode d'alimentation : il mange les cadavres de grands animaux (souvent blessés à la chasse et morts de leurs blessures après avoir échappé aux chasseurs). Ce condor commence à manger le cadavre en commençant par la plaie d'entrée de la balle (qui depuis plus d'un siècle est presque toujours en plomb). On a démontré que le plomb des balles était bien la première source d'empoisonnement par le plomb des condors réintroduits dans la nature,. Depuis peu, les balles de plomb ou contenant du plomb sont interdites dans les principales zones d'alimentation de ce condor.

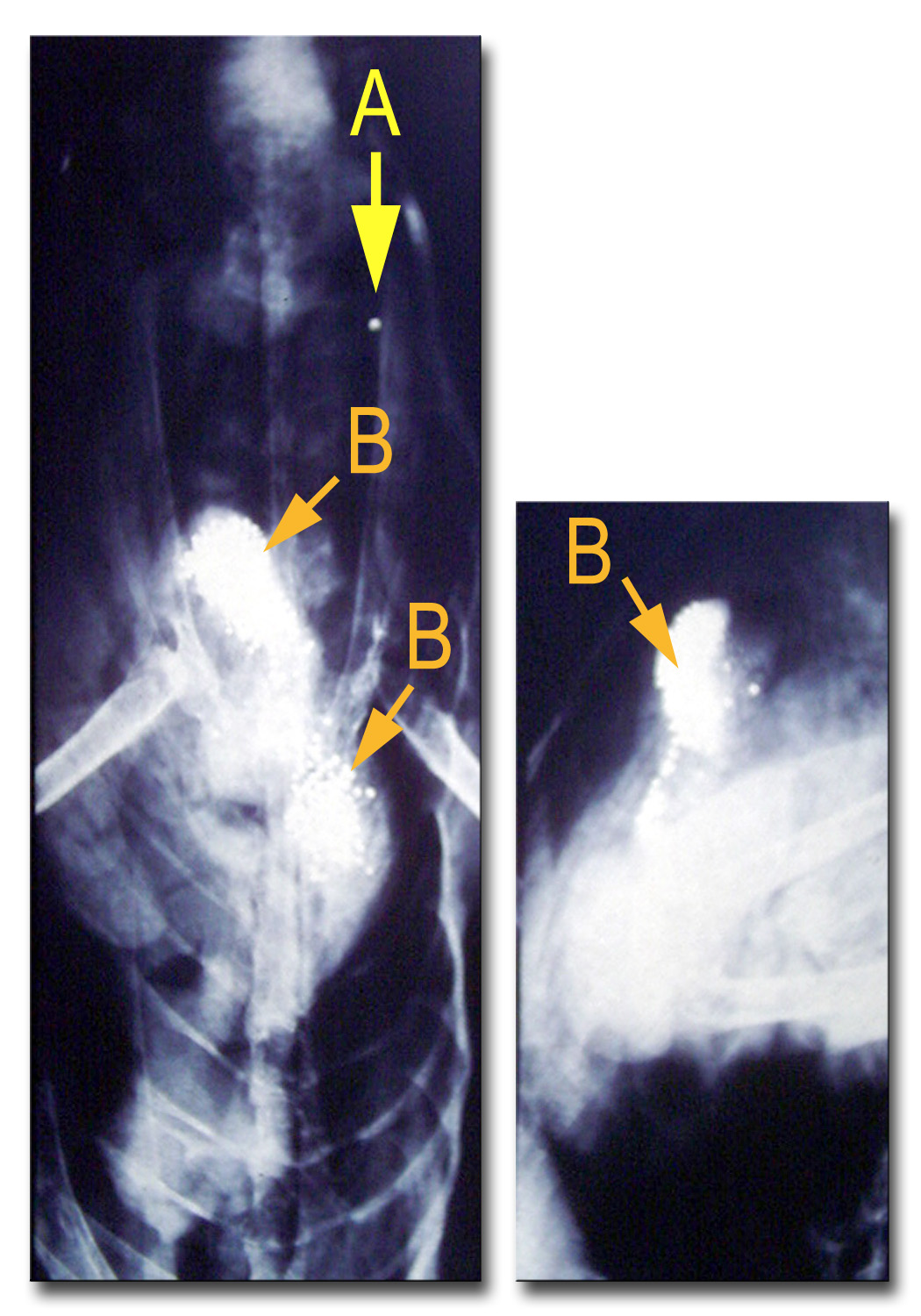
Radiographie du tractus digestif de cygnes trouvés morts dans le marais audomarois avec un nombre inhabituellement élevé de plombs avalés comme gastrolithe (ou peut-être confondu avec des graines). 12 billes de plomb auraient suffi à le tuer. On distingue deux masses de plombs (B gésier et proventricule) et une bille « incrustée » dans la chair (A) résultant d'une blessure antérieure

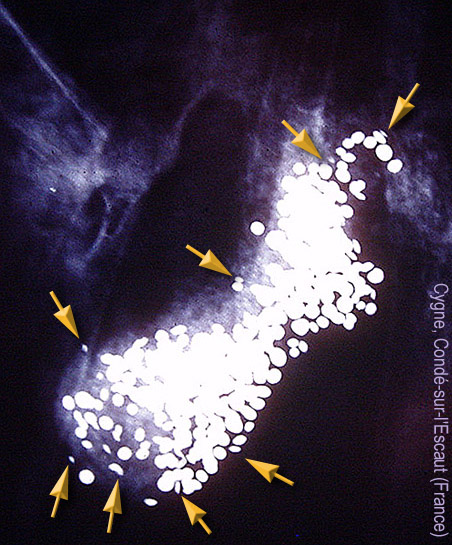
Sur cette radiographie d'un cygne trouvé mort à Condé-sur-l'Escaut. On distingue (flèches jaunes) des grains de plomb déjà très érodés. Il est possible que d'autres grains (totalement érodés et donc non visibles sur cette radiographie) aient été antérieurement avalés par l'animal. Ce cygne est mort en quelques jours d'une intoxication particulièrement aiguë

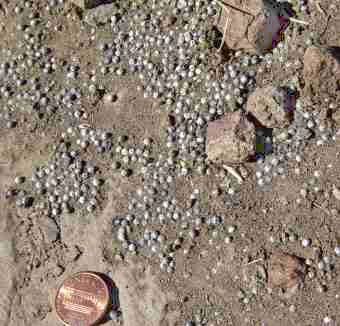
Grenaille toxique, oxydée, éparpillée sur le sol, perdue par un ball-trap, proche du lac Horseshoe (Madison County, Illinois, USA)

Le plomb peut être bioaccumulé par de nombreux organismes aquatiques. Il peut éventuellement les intoxiquer mortellement. Parmi d'autres, abeilles et bourdons pollinisateurs, ou encore les insectes aquatiques sont touchés et sont affectés dont des espèces très importantes pour l'alimentation d'oiseaux insectivores, telles que les chironomidés (LC50 = 0,258 mg/L). Ils peuvent à leur tour intoxiquer leurs prédateurs.
On sait depuis plusieurs décennies que le saturnisme touche un grand nombre d'oiseaux d'eau.
D'autres espèces, non aquatiques et « non-gibier » sont également fréquemment empoisonnées par le plomb. C'est le cas des oiseaux de proie, des oiseaux nécrophages et des oiseaux picorant le sol là où se sont accumulées des grenailles de plomb .
De nombreuses espèces devenues rares ou menacées sont concernées, y compris dans des régions reculées comme l'Alaska et dans certaines zones de chasse très éloignées, telles que les territoires Inuits d'Amérique du Nord.
On a plus récemment montré que la venaison de « grand gibier » tué par balle (de plomb ou de plomb chemisé) contenait presque toujours de nombreux petits éclats de plomb (jusqu'à plusieurs centaines) perdus par la balle quand elle a pénétré l'animal, et parfois diffusés loin de la plaie par les derniers soubresauts du cœur, via le système sanguin. Ce plomb perturbe les équilibres prédateurs-proies et est inévitablement ingéré par l'humain avec la viande, et il se montre facteur de saturnisme (par exemple chez des porcs quand cette viande leur est expérimentalement donnée à manger).
À partir des années 1970, des règlementations, encore aujourd'hui très hétérogènes ont commencé à réguler (ou localement interdire) le plomb dans les munitions ou certains agrès de pêche, d'abord en Amérique du Nord, puis en Europe dans les années 1990 et 2000. Depuis quelques années, quelques réhabilitations de sites pollués par de la grenaille de plomb ont été conduites, dans quelques pays (sur des sites de ball-trap en général) ou des programmes de gestion des billes de plomb existent, dans le Massachusetts par exemple.

## Intoxication saturnine chez les invertébrés
Les daphnies ont été utilisées comme test vivant pour l'eau. Des études ont porté sur les vers de terre (sur)vivant dans des sols pollués, par exemple Dendrodrilus rubidus (en) et Lumbricus rubellus.
On a montré à Unité CNRS/Université Toulouse Paul Sabatier (2024) que les capacités d'apprentissage et mémorisation diminue nettement chez les abeilles et bourdons (pollinisateurs) préalablement exposés au plomb (et à d'autres métaux lourds, et ce, même à des doses inférieures aux recommandations européenne). De plus, la tête des abeilles exposées au plomb est plus petite que la normale, et leurs lobes antennaires (où sont situés les premiers relais du traitement des odeurs chez les insectes) sont atrophiés (4 % moins grands en moyenne), ce qui indique une anomalie de développement neurosensoriel.

## Saturnisme chez les mammifères
il a été constatépar exemple sur des sites de ball-trap, ou exposés à une chasse intensive, ou sur des sites et sols pollués par des industries ou la chasse. Des animaux d'élevages peuvent être touchés, même de grande taille comme les bovins (qui comptent même parmi les cas les plus fréquents de saturnisme détectés par les vétérinaires ; et dont la production de viande et de lait peut alors être affectée, avec des risques, même à doses « subcliniques ») ; Ainsi, les lixiviats d'ensilage, très acides et corrosifs, peuvent faciliter la migration et la biodisponibilité de polluants métalliques, dont le plomb accumulé dans le sol, des métaux provenant du silo, ou le plomb toxique de grenaille facilement et communément piégé dans le maïs fourrager en raison de la forme des feuilles (en entonnoir) du maïs. Les vaches semblent même compter parmi les animaux domestiqués les plus exposés, et le saturnisme est leur cause la plus fréquente d'empoisonnement. Et on a montré en 1985 que les doses suffisant à induire un saturnisme chez la vache, et plus encore le veau sont moindres que ce qui avait été précédemment estimé.
Un indice de contamination générale des écosystèmes par le plomb de chasse est le degré de contamination de la viande de gibier par le plomb, plomb que l'on retrouve aussi dans les ingrédients et les aliments pour animaux de compagnie.
En 2023, 77 % des échantillons de nourriture crue pour chiens à base de gibier sauvage (dont viande de faisan sauvage, largement disponible au Royaume-Uni), dépassaient de loin la limite maximale autorisée en Europe pour les résidus de plomb, avec un risque pour la santé animale qui justifierait une régulation accrue. Pour les trois marques testées, le taux moyen de plomb était respectivement 245, 135 et 49 fois supérieur à la LMR, alors que les produits à base de poulet (ou le faisan vendu en boucherie pour les humains) respectaient cette norme. Les chiens de chasse peuvent en outre être nourris avec des abats ou du gibier contaminé.

## Saturnisme chez les reptiles et amphibiens
Il est moins documenté que chez d'autres groupes animaux, mais Rana catesbeiana a servi (1997) d'espèce modèle pour l'étude de certains mécanismes de la neurotoxicité du plomb, notamment sur le comportement et les capacités d'apprentissage/mémorisation,, le plomb semblant dans ce cas inhiber la fonction des neurotransmetteurs.
Les crocodiliens ont une vulnérabilité au plomb ingéré comme gastrolithe (grenaille, fragments de balles et d'agrès de pêche) ; vulnérabilité qui rappelle en partie celle des oiseaux : le petit pylore crocodilien empêche en effet les morceaux de plomb ingéré de passer dans l'intestin pour être rapidement évacué dans les excréments, ce qui explique la fréquence du saturnisme chez l'Alligator mississippiensis qui consomme des oiseaux victimes de saturnisme aviaire et/ou de la chair contenant des fragments de balles de plomb ; de même pour les crocodiles australiens marins (Crocodylus porosus) vivant dans les zones intensivement chassées du parc national de Kakadu.
Plus récemment (2022), on a confirmé en Afrique que les crocodiles fréquentant des zones chasse et de pêche ingèrent des grenailles de chasse et des plombs de pêche (ex : crocodile du Nil du lac Sainte-Lucie, où une pêche récréative à la ligne se fait depuis les années 1930). Cette ingestion est une source majeure et commune d'empoisonnement : tous les crocodiles sauvages de cette zone présentaient des traces de plomb (de 86 à 13 100 ng/ml, les mâles étant en moyenne nettement plus contaminés (3 780 ± 4 690 ng/ml) que les femelles (266 ± 230 ng/ml) [qui évacuent une partie de leur plomb dans leurs oeufs]. 
Les mâles les plus contaminés (BPb>6 000 ng/ml) étaient victimes d'anémie et d'une sévère détérioration de leurs dents (un phénomène aussi observé chez l'humain). Ceci suggère que les crocodiliens sont plus sensibles au plomb à long terme qu'on le pensait.

## Le cas des oiseaux, avec sous-estimation du nombre de victimes de saturnisme
Le nombre d'oiseaux agonisants, ou morts dans l'environnement est systématiquement sous-estimé (sauf cas de mort violente et immédiate, ou cas d'oiseaux enfermés dans une volière ou un poulailler).
En effet, comme les oiseaux blessés, les oiseaux victimes de saturnisme se cachent soigneusement avant de mourir. De plus les animaux empoisonnés ou agonisant peuvent pour d'autres raisons échapper à l'observation :
- ils risquent plus d'être mangés par un prédateur avant même de mourir naturellement.
- Les oiseaux ayant survécu à l'ingestion de plombs ont néanmoins des capacités diminuées.
- Au début d'une phase d'intoxication mortelle, ils risquent plus que les autres de mourir d'une collision (avec un véhicule, une embarcation, une superstructure…) ou noyé dans un filet de pêche[40].

Il est démontré depuis les années 1990 (hormis peut-être pour les très gros oiseaux) qu'un observateur - même expérimenté et sur un terrain qui lui est familier - a peu de chances de retrouver des oiseaux de petite taille ou de taille moyenne (de la taille d'un canard colvert par exemple) avant ou après leur mort par saturnisme, et ceci même quand plusieurs dizaines d'oiseaux meurent chaque jour par hectare. Les nécrophages éliminent rapidement leurs cadavres (en s'empoisonnant eux-mêmes, et en contaminant le réseau trophique).
- Les petits oiseaux morts échappent quasiment tous aux observateurs ; Pour le vérifier, 250 cadavres de poussins ont été dispersés au hasard (sans être cachés comme le seraient de vrais oiseaux sauvages) dans un paysage agricole (cultures et pâtures), à raison de 50 poussins/ha, chaque jour, durant 5 jours. Puis, chaque jour une surface aléatoirement choisie et correspondant à 10 % du total était soigneusement fouillée, ceci durant 10 jours : Si 95,2 % des carcasses dispersés sur cette surface étaient encore là le soir même, il n'en restait en moyenne que 20,8 % après 24 h. Puis environ 70 % des carcasses restantes du jour disparaissent à nouveau dans les 24 h. Sur les 250 carcasses, seules 2 ont été retrouvées intactes après 5 jours [42].

Les estimations par extrapolation à partir d'une zone échantillonnée visuellement sous-estiment donc très fortement la mortalité cumulée des oiseaux. Elles ne reflètent pas du tout le cours de « l'épidémie » simulée par cette expérience. De plus, répéter l'échantillonnage d'un même secteur n'améliorait pas la précision des données recueillies.
- De même pour les oiseaux de taille moyenne ; Deborah Pain a démontré[41] en 1991 qu'en zone fréquemment chassée (Camargue dans ce cas), les charognards et divers prédateurs carnivores ou omnivores (dont autres oiseaux et mammifères, en plus des invertébrés nécrophages) éliminent rapidement (en quelques dizaines d'heures le plus souvent) les cadavres de la taille d'un colvert.

- Plus récemment (2001), Peterson et ses collègues ont montré que 77,8 % des cadavres de canards étaient trouvées par les charognards dans les 24 h suivant la mort. Lors de l'étude de Peterson, un seul canard mort attirait en moyenne 16,6 charognards ; un seul cadavre empoisonné par le plomb peut donc à son tour empoisonner plusieurs charognards (« saturnisme secondaire »), qui eux-mêmes en empoisonneront d'autres après leur mort.
- Les modèles et simulations, comme les expériences de terrain concluent à une élimination rapide des cadavres de petite taille et de carcasses de taille moyenne, par les charognards et/ou des invertébrés nécrophages.
- Aucune étude ne semble avoir évalué le pourcentage de gros oiseaux (grues, cygnes, cigognes, vautours..) susceptibles d'être retrouvés parmi le nombre total de ceux qui meurent de saturnisme, mais il semble qu'un grand nombre des oiseaux qui meurent chaque année de ce type d'intoxications ne soit jamais retrouvé.

Ceci explique, pour partie au moins, que le saturnisme aviaire ait été si longtemps méconnu, voire nié.

## Histoire de la découverte du saturnisme aviaire

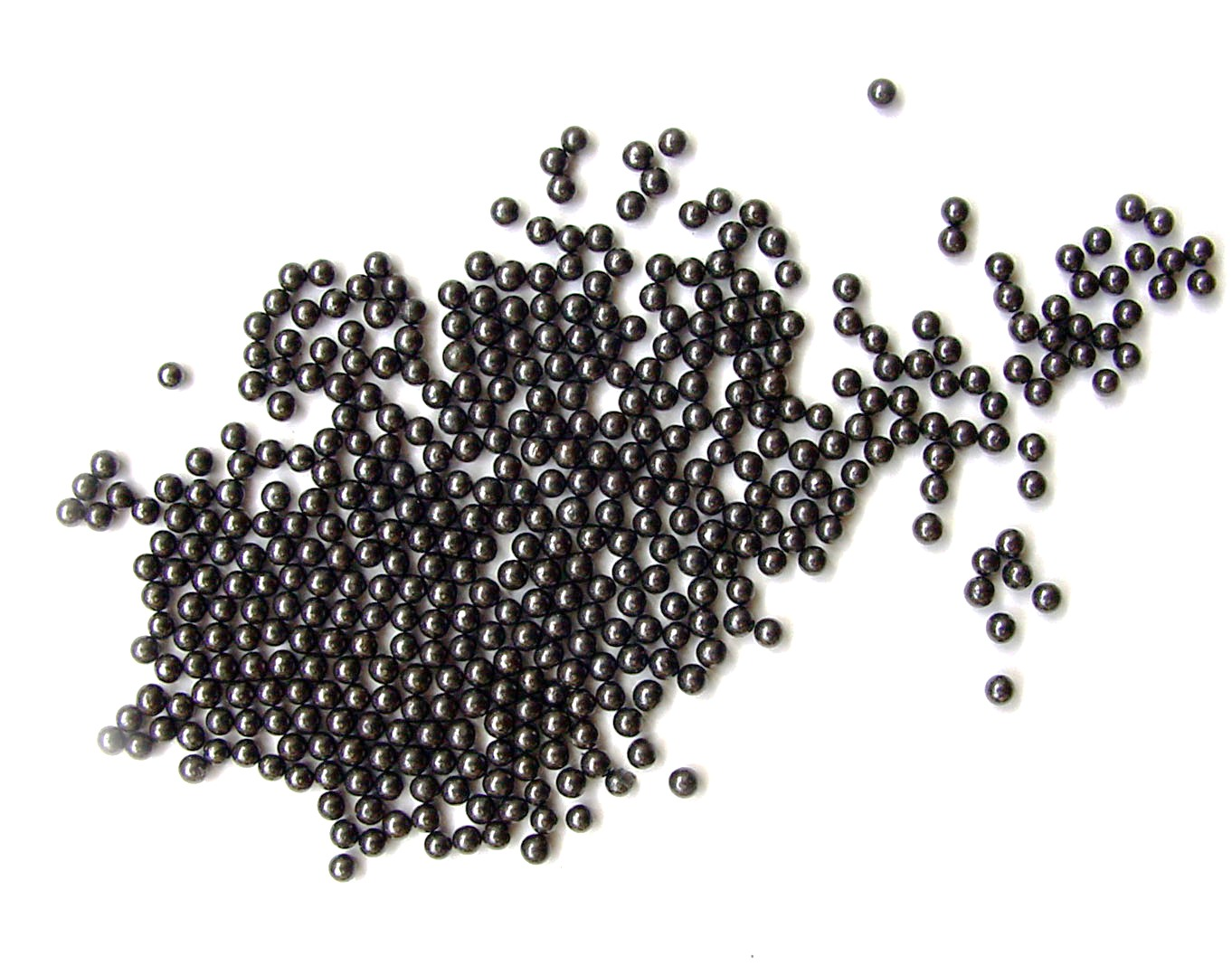
Billes de plomb neuves ; lisses et brillantes, non corrodées (= contenu d'une seule cartouche). 12 de ces billes, ingérées, suffisent à tuer par empoisonnement aigu un cygne adulte.

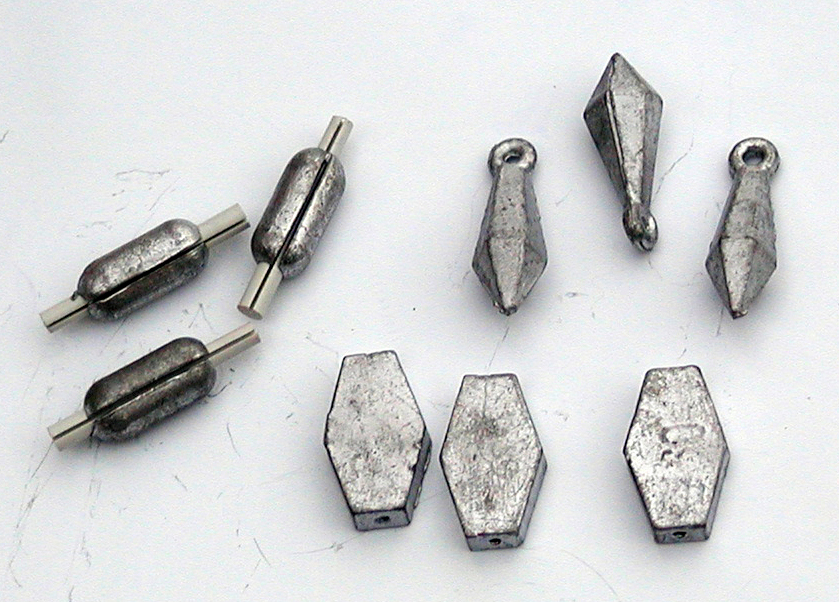
Les agrès de pêche sont aussi une source de saturnisme, pour de gros oiseaux tels que plongeons huards ou cygnes, dont les cadavres pourront à leur tour empoisonner des nécrophages. Crocodiles, alligators, caïmans y sont aussi vulnérables

On parlait autrefois parfois de « coliques de plomb » pour désigner les douloureux symptômes de l'humain, et par extension ceux qu'on pouvait parfois observer chez l'animal qui se recroqueville et se paralyse (tétanie) avant de mourir à la suite d'une ingestion d'une dose létale de plomb.
La forme aviaire du saturnisme (liée à l'ingestion de « grit » (aussi nommé gastrolithe en plomb) est décrite dès les années 1880 mais le saturnisme aviaire est une préoccupation plus récente, qui n'a pas extrapolé au monde animal les nombreuses observations médicales faites sur l'humain, dont les premières synthèses faites par le médecin (toxicologue) Louis Tanquerel des Planches avant 1850, avec de premières expérimentations sur l'animal, 11 ans après qu'il eut publié (en 1939) le premier grand ouvrage médical sur le saturnisme.
L'existence du saturnisme aviaire, liée au gastrolithe était scientifiquement bien documentée dès la fin des années 1950, mais le problème ne semble pas avoir inquiété les chasseurs ni les autorités sanitaires dans les trois décennies suivantes. Il semblait admis pour ces acteurs que cette forme de saturnisme ne touchait qu'un faible pourcentage de quelques espèces de canards, alors que diverses études, notamment synthétisées par Bellrose en 1959 à partir de l'analyse visuelle de 35.220 gésiers prélevés chez diverses espèces d'oiseaux d'eau (chassés) démontraient déjà l'ampleur du problème : 30 ans avant les interdictions du plomb pour la chasse à la sauvagine aux États-Unis, 12 à 28 % des gastrolithes ingérés par les oiseaux plongeurs d'Amérique du Nord, était des grenailles de plomb (une bille ou plus). Et chez certaines espèces comme le plongeon huard ou le cygne, des agrès de pêche en plomb étaient également périodiquement signalés dans les gésiers.
Le phénomène a été ensuite scientifiquement mis en évidence à très grande échelle au Canada et aux États-Unis, grâce aux études menées respectivement par Environnement Canada et par le U.S. Fish and Wildlife Service, avec aussi quelques cas chez des animaux domestiques ou de compagnie,. Les oiseaux s'empoisonnent aussi en se nourrissant dans ou à proximité de sites de ball-trap, tir dit sportif, ou d'entrainement au tir,.
- En Europe, on a montré que le faisan de Colchide (Phasianus colchicus) au Royaume-Uni, étudié par Calvert en 1876[50] puis - plus tard - bien d'autres espèces européennes s'intoxiquaient en avalant des grenailles de plomb (Hoffmann 1960, Hovette 1971, 1972) et Royaume-Uni (Olney 1960, Bear et Stanley 1965), Italie (del Bono 1970) et les pays scandinaves (Erne et Borg 1969, Danell et Anderson 1975, Holt et al. 1978). Les premiers cas décrits d'oiseaux de proie victimes du saturnisme (en fauconnerie et chez les rapaces sauvages) datent des années 1980 (notamment publiés par MacDonald et al. 1983, Lumeij et al. 1985). En Amérique du Nord, la question semble émerger dans les années 1880 [51].
- Dès les années 1970, on s'inquiète du problème en Europe du Nord, dont au Danemark[52]. On mesure des densités de 399 billes de plomb/m2 [20] dans les 30 premiers centimètres de sédiments à proximité des huttes de chasse ou dans les zones fortement chassées. Le canard colvert (Anas platyrhynchos) est souvent étudié, car commun, facile à identifier, élever et à repérer[20]. À la fin des années 1980, la prévalence observée d'ingestion de grenaille de plomb varie de 2 % à 10 % des colverts européens, mais Déborah Pain montre en camargue, que les oiseaux atteints de saturnisme se cachent soigneusement pour mourir et que moins de 10 % d'oiseaux morts et non cachés sont retrouvés, même quand on les cherche activement, dans un lieu que l'on connait déjà[41],[53]. Ils échappent donc aux statistiques. Dans les deltas méditerranéens, 25 à 45 % des sujets ont des billes de plomb dans le gésier[20]. Le canard pilet (Anas acuta) et le fuligule milouin (Aythya ferina), sont les plus touchés avec 60 à 70 % des gésiers contenant un plomb ou plus[20] ;
- Le saturnisme est découvert chez des espèces menacées (Erismature à tête blanche (Oxyura leucocephala), ou chez les cygnes (Cygnus sp.)[20].
- Un très grand nombre d'espèces s'avèrent touchées, dont des aigles (dont le Pygargue à tête blanche ; Haliaeetus leucocephalus, symbole des États-Unis) qui en meurent aussi (au moins 7 % des cadavres retrouvés) ou en sont affectés[54] ; Une Grue blanche (Grus americana, espèce menacée, et plus grand oiseau des Amériques) trouvée morte par le US Fish and Wildlife service) présentait 75 plombs dans le gésier[54] ; On démontre le lien saturnisme-gastrolithe caractéristique des espèces et cette incidence[54], relation qui sera confirmée en 2005 par une étude de l'université du Texas[54].
- De 1996 à 1998, 1,2 % des gélinottes huppées observées au Canada portaient des grenailles de plomb dans le gésier[55]. Le tétras du Canada et le lagopède des saules en présentaient aussi mais en moins grand nombre. Le taux moyen de plomb dans la chair était d'environ 6 μg/g (en poids sec), avec parfois un risque de saturnisme pour le consommateur[55] ;
- Les canards ne sont pas toujours les plus touchés : au Japon, sur 430 canards récoltés (Anas sp. Aythya sp.) et analysés, provenant de neuf préfectures entre 1994 et 1997, seulement 15 canards (4 %) sur 363 oiseaux prélevés pendant et après les périodes de chasse avait une pastille de plomb dans le proventricule et le gésier. Mais 32 (soit 34 %) de 93 cygnes (Cygnus sp.) trouvés morts dans différentes zones humides présentaient des lésions compatibles avec un empoisonnement au plomb. Et 27 (soit 84 %) des 32 cygnes étaient concernés par ce problème dans la préfecture de Hokkaido. «l'intoxication par le plomb représente encore une grave menace pour la sauvagine au Japon, et il y a besoin considérable d'amélioration de l'environnement concernant ce problème » concluaient ces chercheurs en médecine vétérinaire[56].
- Le faisan lui-même est concerné, bien que massivement et couramment réintroduit dans la nature à partir d'élevages[50] et souvent agrainés. Ainsi a-t-on analysé 437 faisans à collier tués sur 32 domaines de chasse les printemps 1996 et 1997 et lors des périodes de 1999-2000 et 2001-2002. Et le plomb a aussi été dosé dans l'os alaire (de l'aile) de 98 poules faisanes collectées en 1997. 3,0 % des gésiers contenaient au moins un plomb[50]. Ce taux d'ingestion n'a pas varié selon les années, les saisons ni selon le sexe. Les mâles avaient des taux de plomb osseux variant de 7 à 445 ppm (moy= 48,8 ± 8,8) en poids sec[50]. Les auteurs de cette étude suggèrent aux responsables et gestionnaires de la chasse, des ball-trapps et des zones d'entrainement au tir de prendre conscience que l'ingestion de grenaille concerne aussi les faisans, et qu'il faut peut-être localement envisager des mesures pour réduire l'exposition de la faune sauvage au plomb[50].
- Il aura fallu près d'un siècle pour que le plomb commence à être (localement) banni de certaines cartouches, dans certains pays, et souvent dans un premier temps (ou à ce jour) uniquement pour les tirs effectués dans les zones humides (ou comme en France dans et vers les zones humides), après dont aux États-Unis en 1991 et au Canada en 1997. On a aussi montré que des déchets industriels, et les plombs de pêche pouvaient également contaminer, mortellement souvent, des oiseaux d'eau (cygnes notamment).
- Le monde cynégétique a longtemps estimé que les balles de plomb utilisées contre le gros gibier ne posaient pas de problèmes environnementaux ni pour la santé. Les balles étaient jugées trop grosses pour que les animaux les ingèrent. Pourtant de gros oiseaux comme les cygnes ou sur terre les autruches peuvent ingérer des objets en plomb d'une taille encore plus importante (ex : gros lest de pêche).

De plus, les grands oiseaux charognards (vautours et condors, dont le Condor de Californie (Gymnogyps californianus), et d'autres oiseaux partiellement charognards tels que des aigles à tête blanche (Haliaeetus leucocephalus), ou l'aigle royal (Aquila chrysaetos) s'intoxiquent fréquemment. Ceci a été montré en Amérique, comme en Europe. Ces animaux jouent un rôle écologique et sanitaire majeur en éliminant de la nature les animaux blessés ou infectés, ou leurs cadavres. Ce faisant, ils ingèrent très souvent des fragments et molécules de plomb. Ce plomb a été perdu par la balle lors de sa pénétration à haute vélocité dans la chair, ou il s'agit de plomb issu de l'éclatement des balles en multiples fragments, dans le corps de leurs victimes (généralement au contact d'un os ou de parties dures).
Ainsi, le saturnisme aviaire est encore la 1re cause de mortalité du Condor de Californie. Cette espèce est menacée de disparition et on l'a cru sauvée par des programmes réussis de réintroduction, mais ces animaux continuent à mourir de saturnisme, empoisonnés par les fragments de plomb, ou par les trainées laissées par la pénétration de la balle dans les carcasses de grands animaux qu'ils mangent. L'analyse isotopique du plomb (uniquement trouvé chez les adultes vivant dans la nature, et non chez les jeunes en semi-liberté et nourris avec une nourriture contrôlée) identifie formellement le plomb de chasse comme origine du problème. Pour cette raison le plomb a aussi été localement interdit dans les balles utilisées pour le grand et petit gibier, ou pour tirer tout autre animal, dans la zone où vit le dernier noyau de population et où de jeunes condors sont nourris par l'humain les premières années afin qu'ils ne consomment pas de gibier empoisonné.
Les vautours meurent fréquemment d'intoxication par le plomb ; à titre d'exemple sur 20 vautours appartenant à une espèce en voie de disparition (Aegypius monachus) trouvés morts en hivernage en Corée (après être passé par la Chine en venant de Mongolie), 14 présentaient une teneur en plomb de niveau potentiellement toxique dans le foie ou les reins (> 6 ppm en poids à sec et d'environ 2 ppm en poids humide) ; ils ont probablement acquis ce plomb en ingérant des chairs de carcasses contaminées par le plomb le long de leur route migratoire ou en Mongolie dans leur zone de reproduction.
Au vu des nombreuses études réalisées depuis les années 1950, le plomb de chasse apparaît être une cause générale et majeure d'empoisonnement chez les oiseaux sauvages (l'une des premières causes, avec les pesticides), notamment en Europe où la chasse au plomb est pratiquée abondamment depuis plus d'un siècle, et est pour longtemps (sauf analyse de la viande) une source de risque sanitaire pour la santé des consommateurs de gibier, en particulier d'oiseaux d'eau et de « petit gibier », mais également pour les consommateurs de « grand gibier » tué par balle.
En juillet 2019, l'Agence européenne des produits chimiques (ECHA) est chargée par la Commission d'évaluer les risques induits par l'utilisation du plomb de chasse et de pêche, et de proposer les restrictions nécessaires. Deux ans plus tard (2021), l'ECHA conclut que malgré les efforts réglementaires de l'UE et de certains pays, environ 14 000 tonnes de grenaille de plomb et environ 3 000 tonnes de plomb de poids de pêche (soit 17 000 tonnes de plomb) sont — chaque année — encore rejetés dans l'environnement par les chasseurs, tireurs et pêcheurs dans les 27 pays de l'UE. Seul le danemark a totalemnet interdit le plomb (en 2024)

## Généralités sur la maladie
Comme chez les mammifères, le saturnisme induit des troubles et symptômes qui, selon leur gravité et le moment de l'intoxication, seront ou non réversibles (anémie, troubles digestifs… atteinte du système nerveux, encéphalopathie, paralysie et mort…).

### Symptômes
- L'oiseau intoxiqué est d'abord victime de dépression, désorientation, et d'anorexie (perte d'appétit). L'intoxication chronique par faible dose conduit l'oiseau à une perte de poids, alors que l'intoxication aiguë conduit à la mort, avant que l'oiseau n'ait eu le temps de maigrir. Des symptômes tels qu'une anémie (avec conjonctive pâle) et des selles verdâtres et anormalement liquides à diarrhéiques apparaissent, parfois accompagnées de vomissements ; Vient ensuite une phase de prostration avec douleurs (équivalent des « coliques de plomb » décrites chez l'humain). Cette phase est parfois accompagnée d'œdème et gonflement du proventricule ;
- Des troubles neurologiques sont associés à une réduction des capacités cognitives et conduisent à un comportement léthargique ou parfois à des phases d'hyperactivité peut-être liées à la douleur ;
- Des troubles psychomoteurs sont expliqués par le fait que le plomb affecte à la fois les systèmes nerveux central et périphérique. L'oiseau peut être gêné par une faiblesse des muscles extenseurs, qui conduit éventuellement peu à peu à une paralysie des membres ; l'oiseau vole d'abord moins bien, puis marche moins bien et finit par ne plus pouvoir voler. À ce stade, il présente beaucoup plus de risque d'être abattu à la chasse ou tué par un prédateur[64]. S'il a survécu jusqu'au stade préterminal, il se cache soigneusement et meurt en quelques jours, victime d'un dysfonctionnement général de l'organisme (défaillance du foie et des reins, paralysie respiratoire suivie d'un coma puis de la mort, généralement provoquée par une encéphalite);
- In vitro, sur le modèle animal, une exposition chronique à de faibles doses peut conduire à une stérilité (par effet toxique et/ou de perturbation endocrinienne) ;
- des symptômes mimant une épilepsie idiopathique ont été observés chez un jeune chien intoxiqué par le plomb[65]

### Diagnostic
- 13 macrolésions sont associées au saturnisme mais n'en sont pas caractéristiques[66] ; Parmi ces liaisons, les indicateurs les plus fiables de saturnisme concernaient le haut du tractus digestif (œdème sous-mandibulaire), le cœur (nécrose myocardique) et le foie (décoloration biliaire verdâtre causant, avec hémosidérose des cellules de Kupffer[67], gros bouchons de bile dans les canalicules dilatés[67], pigmentation biliaire dans les hépatocytes, extravasation biliaires associée à une nécrose hépatique)[67]. Ces lésions présentent une sévérité non corrélée au taux de plomb du foie[67]. De plus, si elles sont plus fréquentes chez les oiseaux morts de saturnisme, elles ne coexistent pas toujours, et elles existent aussi pour d'autres causes de mortalité[66]. Elles ne suffisent donc pas à établir un diagnostic de saturnisme aviaire ;
- Le nombre de grenailles de plomb présentes dans le gésier est un critère plus fiable (surtout s'il est élevé), mais il ne fournit qu'un indice de gravité ; Il ne traduit pas l'intoxication chronique[66];
- Une teneur anormalement élevée en plomb des organes vitaux (foie, rein, cœur, cerveau…) est la seule preuve fiable[66]. On se contente généralement de mesurer le plomb dans le foie (dans les plumes parfois lors d'études basées sur des ailes coupées) ;
- Si le foie contient du plomb, mais que le gésier ne recèle pas de billes de plomb, le cas échéant, une analyse isotopique pourra indiquer la part de responsabilité du plomb de chasse ou de pêche (par rapport au plomb issu du fond pédogéochimique ou de l'essence plombée, de la peinture, etc.) ;
- Le nombre de plomb dans le gésier n'est que faiblement corrélée avec la concentration du foie en plomb (qui traduit l'intoxication chronique). La corrélation est néanmoins assez bonne une fois que le poids des animaux a été pris en compte[66] ; En toute logique, les oiseaux appartenant à des espèces de petite taille, à nombre de billes de plomb ingérées égal, présente plus de plomb dans le foie ; Lors de cette étude, le foie des canards contenait plus de plomb que celui des oies et cygnes également morts de saturnisme. Cette différence ne semble pas due à une cinétique différente du plomb dans l'organisme de ces espèces, mais au fait que par kg de poids - en moyenne - les canards avaient avalé un plus grand nombre de billes de plomb [66].
- Les taux hépatiques de plomb chez les oiseaux morts de saturnisme semblent indépendants de l'âge et du sexe de l'animal ;
- 85 % des oiseaux d'eau diagnostiqués morts de saturnisme avaient au moins 38 ppm en poids sec (10 ppm en poids humide) de plomb dans le foie[66]. Moins de 1 % des oiseaux d'eau jugés morts d'autres causes présentaient un taux de plomb dans le foie élevé. Ce cinquième percentile, de 38 ppm en poids sec (10 ppm en poids humide) confirme que l'analyse du foie est le diagnostic le plus fiable pour le saturnisme aviaire, surtout en l'absence d'observations pathologiques[66] ;
- Le diagnostic est confirmé chez un oiseau mort si son foie contient 6-8 ppm ou plus de plomb (poids humide) et/ou que de la grenaille de plomb est trouvée dans le gésier (l'observation aux rayons X est alors préférable pour distinguer le plomb des graviers). L'absence de billes de plomb dans le gésier ne signifie pas qu'un oiseau n'est pas mort de saturnisme, car les billes de plomb se dissolvent totalement après quelques dizaines d'heures[66] ;
- Chez un oiseau encore vivant, le diagnostic peut s'appuyer sur la teneur en plomb de plumes, ou s'appuyer sur les analyses classiquement réalisées pour la détection du saturnisme chez l'humain (plombémie, mesure de biomarqueurs (ALA-D, ALA, FEPP ou ZPP) et test CaNa2 de mobilisation du plomb par l'EDTA[68]

À titre de rappel ou comparaison, chez l'humain, le seuil légal de danger ou quantité maximale tolérée est en France de 50 µg de plomb par litre de sang, mais des auteurs estiment que des effets sur le cerveau et la cognition apparaissent avant ce taux ou quelle que soit la dose. L'individu jeune et plus encore le fœtus et l'embryon y sont beaucoup plus sensibles que l'adulte. 

### Confusions possibles (diagnostic différentiel)
Le saturnisme aviaire n'a pas de symptômes physiologiques véritablement spécifiques. Sans analyse de plomb, il peut être confondu avec de nombreuses maladies aviaires (dont grippe aviaire et Maladie de Newcastle).
De plus, hormis les gros oiseux (cygnes, grues, cigognes…) les oiseaux sauvages se cachent soigneusement pour mourir, et une fois mort, leur cadavre est rapidement mangé ou enterré par des nécrophages. Même en les cherchant, les cadavres de millions d'oiseaux qui meurent chaque année dans la nature sont difficiles à trouver.
Pour ces raisons, le saturnisme aviaire a été longtemps très mal détecté.

### Effets synergiques
Le tableau clinique dominant est dû à la grande toxicité du plomb.
Dans le cas d'intoxication par grenaille de plomb, il ne doit cependant pas faire oublier que les effets du plomb sont aggravés par ceux de l'arsenic et l'antimoine, deux autres métaux toxiques ajoutés au plomb par les fabricants (ils servent à durcir le plomb pour que les billes ne s'agglomèrent pas entre elles lors de l'explosion de la poudre de la cartouche, et afin qu'elles ne se dispersent pas trop anarchiquement lors de leur projection vers la cible en raison d'un aplatissement excessif (si elles ne sont pas durcies, les billes s'écrasent les unes contre les autres et se déforment).
D'autres synergies entre le plomb et d'autres polluants qui affectent les oiseaux (organophosphorés…) semblent également possibles et probables.
Une étude récente (publiée en 2006) montre qu'en Amérique du Nord, plus de 20 ans après l'interdiction des cartouches à grenaille de plomb (sauf dérogation pour L'intoxication au plomb pour les amérindiens et inuits), le saturnisme touche encore fréquemment des oiseaux, qui sont par ailleurs également exposés à des pesticides (dont organophosphorés et carbamates connus pour leur toxicité sur les animaux à sang froid et à sang chaud).

### Effets directs et indirects du saturnisme aviaire
Le plomb est un poison mutisystémique (il affecte tous les organes). Il a en outre des effets immédiats et différés, directs et secondaires et collatéraux, sur l'individu, sur l'espèce, sur l'écosystème, et indirectement sur la santé humaine. L'effet global direct est l'empoisonnement mortel ou l'affaiblissement physique et immunitaire des oiseaux victimes de saturnisme. Les effets indirects découlent notamment de la contamination du réseau trophique.
L'impact direct le plus visible est la mortalité induite par l'intoxication aigüe (en quelques jours). mais les effets sublétaux et indirects ou collatéraux sont nombreux et holistiquement et à long terme probablement aussi, voire plus graves :
- En tant que toxique général, le plomb (et l'arsenic ajouté dans la grenaille comme durcisseur) affectent les comportements et compétences des oiseaux, dont pour l'alimentation, la migration et tous les traits de vie. Le saturnisme affecte ainsi indirectement mais significativement la dynamique des populations, aux échelles locales et des métapopulations, pouvant même contribuer en quelques décennies à menacer des espèces de disparition [72];
- En tant que reprotoxique le plomb diminue le succès de reproduction (cf. mortalité accrue des embryons et oisillons, moindre taille des œufs et moindre poids des poussins, moindre taux d'éclosion des œufs [73] capacité de développement inhibées, moindre recrutement, etc.) [72], avec des variations selon que ce soit le mâle et/ou la femelle qui était exposée au plomb, selon leur nourriture et selon l'espèce. Par exemple des perdrix rouges (Alectoris rufa) d'élevage ont été expérimentalement exposées à l'ingestion de 1 à 3 grenailles (billes de plomb n°6, de 2,8 mm de diamètre, et pesant 109 ± 7,97 mg). Trois plombs ingérés dégradent la qualité du sperme, le succès reproducteur, la résistance des œufs, la performance de ponte mais aussi le niveau d'antioxydants et la coloration à base de caroténoïde]s. Le taux d'éclosion des œufs pondus chute, et le plomb réduit l'intégrité de l'acrosome ainsi que la motilité du sperme produit par les mâles. Une seule bille ingérée (110 mg) par une femelle conduit à des œufs et poussins plus lourds. Les mâles exposés à 1 bille présentent une augmentation de la motilité du sperme. A ces doses, la viabilité du sperme, sa concentration, et la progressivité ou même le taux de fécondation ne semblent pas affectés par le plomb, mais le taux d'antioxydants en circulation dans le sang des mâles augmente, alors les anneaux oculaires sont moins pigmentés par les caroténoïdes chez les femelles exposées. Or, plusieurs paramètres de la spermatogenèse ont déjà été mis en relations positives avec la coloration par les caroténoïdes et avec les taux d'antioxydants. Les auteurs posent dans le cas de la perdrix rouge l'hypothèse que les mâles affichant des ornements plus rouges pourraient être mieux capables de protéger leurs spermatozoïdes du stress oxydatif en cas d'exposition sublétale au Pb[74].
- Le plomb affecte le fonctionnement de la thyroïde des oiseaux qui ont ingéré de la grenaille [75], avec des impacts possibles (glandulaires et hormonaux) en cascade (y compris éthologiques). 24 h après ingestion de grenaille, le poids de la thyroïde augmente, de même que l'absorption d'iode 125 (125I), alors que dans le même temps l'iode 125 liée aux protéines sériques est réduite [75]. Les analyses chromatographiques d'hydrolysats de thyroïde montrent une perte d'iodothyronine[75].
- En milieu acide, le plomb est plus mobile et biodisponible dans le sol et l'eau. Il diminue ainsi aussi l'abondance et la disponibilité des proies pour les oiseaux, pouvant conduire à des situations de préfamine. Les végétaux peuvent aussi le bioconcentrer et empoisonner les oiseaux et autres animaux les consommant [72] ;
- Sa bioconcentration dans le réseau trophique augmente le taux de toxicoses, à la fois chez les prédateurs et chez les nécrophages qui ne peuvent alors plus assumer leurs services et fonctions écologiques, a priori très importantes pour l'écosystème [72] ;
- Paradoxalement, dans un premier temps, le plomb accroît la disponibilité des proies elles-mêmes empoisonnées en limitant leur vigilance et leur comportement de fuite face aux prédateurs (ou aux chasseurs). Le plomb rend aussi les oiseaux plus vulnérables aux collisions (avec mise à disposition du cadavre « pollué » aux nécrophages). Ceci accélère sa diffusion dans le réseau trophique [72] ;
- Le plomb dégrade aussi le système immunitaire des oiseaux. Il pourrait ainsi faciliter certaines épidémies et pandémies, notamment quand le plomb a aussi induit une moindre abondance des proies et par suite induit des carences nutritives qui amplifient l'absorption et la rétention du plomb par les oiseaux [72].

Chez la perdrix rouge d'élevage l'effet toxique varie aussi selon la saison. Au printemps le plomb réduit les anticorps naturels de la perdrix rouge, alors qu'en automne, il réduit le niveau de lysozyme et augmente l'activité phagocytaire. Il augmente la réponse PHA aux deux saisons, mais diminue la réponse humorale T-indépendante en automne. Il diminue la part des bactéries intestinales Gram-négatives non coliformes en automne, alors qu'au printemps il fait chuter le taux d'antioxydants.
Il augmente la coloration chez les mâles au printemps, mais en automne, il augmenté le taux de rétinol, mais avec une décoloration chez les deux sexes. Ceci suggèrent qu'au printemps les femelles exposées au plomb utilisaient des antioxydants pour faire face au stress oxydatif (au détriment de la coloration). Alors que les mâles, sous l'effet de leur l'investissement dans la reproduction continuent à utiliser les caroténoïdes pour se colorer. En automne, les deux sexes semblent prioriser l'entretien de leur équilibre oxydatif, aux dépens de la coloration ; Un phénomène similaire a été signalé chez le canard colvert.
- Le saturnisme accroit la vulnérabilité aux stress dû au froid, au dérangement, aux prédateurs et aux chasseurs[72].

### «Entrée»et cinétique du plomb chez l'oiseau
- Chez l'oiseau mort de saturnisme, la cause la plus fréquente est l'ingestion de grenaille de plomb. Elle a été érodée dans le tractus digestif, plus ou moins rapidement selon l'espèce, et selon la dureté et la nature de la nourriture. L'expérimentation a montré que la rapidité de l'érosion ne dépendait pas du nombre de plombs ingérés [75], et que plus ce nombre était élevé, plus la plombémie s'élève et plus l'intoxication est aiguë [75].
- Chez l'oiseau abattu par volée de petits plombs (mort sur le coup, ou plus tardivement des suites de ses blessures, une entrée presque toujours négligée est due à la microfragmentation des grenailles quand elles pénètrent la chair ou frappent les os. Ceci a été récemment démontré [78] par des analyses de plomb faites sur un grand nombre d'échantillons d'oiseaux (gibier) tués à la chasse (oiseaux d'eau surtout). Certains muscles contiennent aussi des taux élevés de plomb (ex. : une étude a porté sur 827 lots de muscles pectoraux droit et gauche. Chaque lot contenait des échantillons provenant de 1 à 12 oiseaux. L'examen visuel de tous les échantillons de muscle n'avait révélé aucune grenaille de Pb ou morceau de grenaille détectable. 92 de ces muscles présentaient pourtant des taux de plomb élevés, dépassant 0,5 μg/g de poids humide, (environ 2 μg/g de poids sec). Le taux de plomb moyen pour ces 92 échantillons était de 12 ± 38 μg/g de poids frais (soit environ 40 ± 125 μg/g de poids sec) [78]. Sur les 190 oiseaux contenant beaucoup de plomb, 40 avaient des taux de plomb très élevés, supérieurs à 5 μg/g (poids sec) dans le muscle pectoral droit.

Les muscles pectoraux droit des oiseaux chez lesquels les taux de plomb étaient les plus élevées contenaient en moyenne 211±634 μg/g (n=40) de plomb, et variaient de 5,5 à 3910 μg/g (poids secs) . Les auteurs de l'étude ont noté de fréquentes fortes différences dans les teneurs en Pb des muscles pectoraux gauche et droite de mêmes individus.
L'ampleur de ces différences, ainsi qu'entre les différents échantillons prélevés à partir d'un même tissu, plaidaient pour un apport hétérogène de plomb peu avant la mort de l'animal. Et en effet, la radiographie a montré la présence de nombreuses micofragments métalliques (de taille toujours inférieure à 1 mm de diamètre) dans les échantillons de muscle pectoral de ces oiseaux . Les billes de plomb en pénétrant la chair de l'animal perdent donc assez de fragments pour « polluer » la chair de l'animal, loin de la plaie et des canaux de pénétration, assez pour être une source de saturnisme pour les consommateurs réguliers de gibier (en particulier dans les collectivités autochtones ou non qui utilisent la chasse comme source principale de viande ou pour toute personne faisant du gibier sauvage abattu une importante source de nourriture).
Ce risque là peut être minimisé par l'utilisation de la grenaille non toxique pour la chasse précisent les auteurs. Il serait également possible de capturer les animaux par piégeage et de les tuer sans projectiles. Ceci montre aussi qu'il n'y a pas que le foie et les reins qui contiennent du plomb en quantité susceptible de poser des problèmes pour la santé .
- comme chez la plupart des espèces, une partie du plomb absorbé par l'oiseau (par ingestion) est évacué par les fientes (excréments) ;
- Chez la femelle, une autre partie du plomb (associée au calcium) est évacué dans le squelette de l'embryon et dans ses phanères.
- Le reste s'accumule relativement durablement dans l'organisme, essentiellement dans les os ; 80 % (voire plus) du plomb absorbé se fixe dans les os en s'y substituant au calcium.

Chez les mammifères, dans l'os, le plomb a une demi-vie moyenne de 20 à 25 ans. Elle ne semble pas avoir été étudiée chez les oiseaux. Il est aussi stocké dans le foie, le rein, le cerveau… où il cause des effets graves et irréversibles, dont difficultés d'apprentissage, hypertension, troubles neuromoteurs voire paralysie, stérilité, paralysie et mort.
- Une autre partie du plomb est accumulée dans le foie et les reins ;
- Le reste est fixé dans les phanères. Les oiseaux excrètent ainsi une petite partie du plomb qu'ils ont ingéré via leurs plumes lors des mues.
- Les femelles excrêtent également un peu de plomb via leurs œufs (coquilles et contenu). Quelques radionucléides et les principaux métaux toxiques ont été recherchés chez des eiders à duvet (Somateria mollissima) vivant dans une région isolée (îles Aléoutiennes d'Amchitka et de Kiska). Ces toxiques ont été analysés dans leur muscle, dans leurs œufs et dans leurs plumes. La teneur des plumes de la mère était relativement bien corrélée à celle des œufs, et chez ces éiders, les plumes contenaient plus de plomb (et de mercure) que les œufs qui « évacuaient » inversement plus d'arsenic et de cadmium que les plumes ; les taux moyens de métaux dans les œufs (en poids sec) étaient 769 ppb (parties par milliards ou ng/g) pour l'arsenic, 76,1 pp pour le cadmium, 414 ppb pour le chrome, 211 ppb pour le plomb, 1470 ppb pour le manganèse, 430 ppb pour le mercure et 1.730 ppb pour le sélénium. Plusieurs de ces métaux peuvent interagir synergiquement.

Le plomb s'accumule en effet dans les coquilles avec d'autres métaux lourds ou éléments traces métalliques (Cd, Ni, Cu), par exemple trouvés en quantités significatives dans des coquilles d'œufs de héron cendré (Ardea cinerea) et de bihoreaux gris (Nycticorax nycticorax) dans une zone humide étudiée en Turquie. Les concentrations en ces 4 métaux (sauf pour le nickel) variaient selon les oiseaux (sans doute parce que fortement liés à leur nourriture qui varie dans un même habitat, et selon les habitats qu'ils fréquentent). Les moyennes géométriques dans les coquilles étaient 0,931 mg/kg pour le Cadmium, de 405 mg/kg pour le Ni, 6,755 mg/kg pour le cuivre et 4,567 mg/kg pour le plomb, pour le héron cendré, et beaucoup moins élevée (respectivement 0,230 mg/kg, 0,220 mg/kg, 1,369 mg/kg et 1,108 mg/kg) pour le bihoreau gris. D'autres analyses comparant ces taux avec ceux des sédiments ont montré que la bioaccumulation était plus forte pour le Cuivre et le plomb (deux produits pouvant provenir des cartouches), et moins pour le Cadmium et nickel. Le taux apparent moyen (apparent car d'autres sources que le sédiment peuvent exister) de bioaccumulation était dans ce cas de 19.63 pour le cuivre et de 22,9 pour le plomb dans les coquilles d'œufs de hérons cendrés. Les écotoxicologues en ont conclu que les coquilles d'œufs de hérons cendrés seraient de bons bioindicateurs pour l'intoxication ou la contamination par le cuivre et le plomb chez les oiseaux de cette zone (Nallihan Bird Paradise). Certains oiseaux (comme les poules ou les oies au printemps) ou d'autres animaux mangent spontanément des coquilles de mollusques, probablement pour en récupérer le calcium qui est plus bioassimilable que celui d'un grit purement minéral ; or certaines coquilles peuvent aussi être contaminées par le plomb (par exemple les moules et huîtres se détoxiquent de leur plomb en le stockant dans leur coquille, et en zone polluée de grandes quantités de plomb sont aussi trouvés dans les coquilles de gastéropodes terrestres, au point de les considérer comme des bioindicateurs).

### Mécanisme physiologique de l'empoisonnement
Le plomb est aujourd'hui considéré comme toxique au niveau cellulaire, quelle que soit sa concentration. Il est très biodisponible sous forme ionique libre (dissous dans l'eau par exemple) et le plus toxique sous forme organique et trivalente (ex alkylée), plus que sous forme divalente et inorganique . Sa toxicité et sa distribution dans l'organisme sont liées au métabolisme du calcium ; le plomb se substitue dans différents organes (des oiseaux notamment) à des éléments vitaux tels que le calcium, et moindrement au fer et au zinc.
Il interagit ainsi avec la production normale de protéines et de molécules impliquant ces trois métaux. Le plomb freine ou empêche ainsi des processus vitaux ou secondaires ; en particulier :
- Il interfère négativement avec une enzyme vitale (Delta-aminolevulinic acid déshydratase ou ALAD), une protéine contenant un pont moléculaire dépendant du zinc. Or cette protéine est vitale pour la biosynthèse de l'hème, cofacteur de la production de l'hémoglobine qui permet le transport de l'oxygène dans l'organisme.
- Il inhibe aussi une autre enzyme vitale (ferrochélatase) qui catalyse la réunion de la protoporphyrine IX et de l'ion Fe{\displaystyle ^{2+}} qui forme l'hème.

### Aspects écoépidémiologiques
Le saturnisme n'est bien entendu pas transmissible au sens infectieux du terme, mais un animal intoxiqué, s'il a bioconcentré du plomb, devient lui-même une source de contamination : son cadavre sera une nouvelle source de contamination environnementale, et des parents peuvent transmettre du plomb à leurs petits, ou le plomb de la femelle peut affecter le développement neuromoteur de l'embryon et du poussin.

## Typologie des saturnismes aviaires
On peut distinguer plusieurs catégories de saturnisme aviaire, selon la source de plomb (directe ou indirecte, qui font parler d'intoxication primaire (consommation de billes de plomb, d'agrès de plomb ou d'aliments contaminés), ou secondaire (consommation d'un animal ou d'un aliment (algue, champignon, plante) ayant bioaccumulé du plomb). Ces différentes formes concernent, globalement des animaux différents, mais touchent finalement potentiellement toutes les espèces, à tous les niveaux du réseau trophique (pyramide alimentaire). Les petits mammifères sont des victimes collatérales .
- Le saturnisme des oiseaux d'eau. Il semble le plus fréquent, en raison du fait que des milliards de billes de plomb ont été dispersées sur leurs zones d'alimentation, généralement par la chasse et moindrement par la pêche ou le ball-trap, mais localement (bassins versants pentus) des billes de plomb peuvent aussi être transportées par les pluies d'orage et s'accumuler dans les bas de bassins versants, généralement dans de petits cours d'eau périodiquement torrentueux. Les écosystèmes montagnards ne sont pas épargnés. Par exemple en zones intensives de chasse à la Perdrix rouge (Alectoris rufa), on a trouvé en moyenne 7,4 billes de plomb/m2. Et, le taux de Perdrix rouge présentant des billes de plomb dans le gésier varie entre 1,4 % en Grande-Bretagne à 3,9 % en Espagne [20]. La perdrix grise (Perdix perdix) est également touchée (1,4 % des oiseaux trouvés morts avaient au moins une bille de plomb dans le gésier [20],[83], mais la plupart des perdrix intoxiquées se cachent pour mourir et ne sont pas retrouvées). Le faisan commun (Phasianus colchicus [50]) ou le Pigeon ramier (Columba palumbus) sont également touchés[20]. Cette forme de saturnisme (primaire) semble toujours essentiellement liée au comportement de recherche et ingestion de gastrolithe ; Les gastrolithes sont les graviers ou petits cailloux arrondis recherchés et avalés par les oiseaux pour digérer leurs aliments durs (végétaux fibreux, graines, escargots…). Ce gastrolithe est stocké dans le gésier qui est une poche musculaire où peuvent ainsi être broyés les aliments, ensuite transportés vers l'estomac puis l'intestin [84].

Des oiseaux marins peuvent aussi parfois avaler des plombs de pêche, sur des lignes perdues, mais ils meurent alors également des blessures infligées par l'hameçon qu'ils ont également avalé.
- Le saturnisme des oiseaux terrestre. Il concerne les prédateurs et nécrophages, mais aussi les oiseaux mangeant au sol, ou recherchant des gastrolithes sur des zones de chasse où sont (ou bien où ont été) utilisées des cartouches à grenaille de plomb ; Ce plomb a surtout été éparpillé sur les zones d'alimentation des oiseaux se nourrissant au sol, parfois durant des décennies. En toute logique, les zones d'alimentation des oiseaux coïncident souvent à celles où l'on chasse le plus. Plus le temps passe, plus les oiseaux risquent alors d'ingérer de la grenaille de plomb.

Au Canada où le plomb est interdit dans les zones humides depuis plus de 20 ans(, il a continué à s'accumuler sur le sol ailleurs ; Depuis les années 2000, les oiseaux terrestres (et les mammifères blessés par balle… que les oiseaux de proie ou nécrophages ont plus de chance de repérer et consommer) présentent maintenant à peu près autant de risque d'être victimes de saturnisme (ou chargés de plomb) que les oiseaux d'eau (dans ce pays)  ; La majorité de 184 cadavres de 16 espèces de rapaces trouvés morts à travers le Canada contenaient quelques plombs (à des doses mortelles pour 3 % d'entre eux), l'os d'un Urubu à tête rouge contenait 58 µg/g de plomb (poids sec).
On a d'abord évoqué les oiseaux très chassés tels que faisans, pigeons, perdrix, mais plusieurs études ont montré que les passereaux étaient également touchés , par exemple pour de petits oiseaux se nourrissant au sol, notamment près de stands de tir ou de sites de ball-trap sont également empoisonnés par le plomb. La disponibilité de billes de plomb (sous forme métallique ou moléculaire) pour les oiseaux a été mesurée respectivement par comptages de tirs, et analyse du sol et des vers de terre. L'exposition réelle au plomb a été identifié par la mesure des taux de protoporphyrine érythrocytaire libre dans le sang ainsi que par des analyses de plomb dans les tissus de trois espèces de passereaux. Les chercheurs ont retrouvé la plupart des grenailles de plomb dans les 3 premiers cm du sol. Les mesures du plomb dans le sol variaient de 110 à 27 000 ppm (en poids sec) dans le sol et étaient de 660 à 840 ppm dans les vers de terre. Des passereaux ont été maintenus dans une volière sur le site, et d'autres, en liberté ont été capturés au filet pour analyser leur taux de protoporphyrine. Celui-ci était significativement plus élevé que chez les passereaux-témoins étudiés dans un site non contaminé. Les cadavres de moineaux et de vachers (passereaux nord-américains de la famille des Icteridae) venant de la volière présentaient des teneurs en plomb respectivement de 37 et 39 ppm (poids sec), et le foie d'un Junco (passereau nord-américain de la famille des Emberizidae) contenait 9,3 ppm de plomb, ce qui montre que les passereaux s'intoxiquent également en ingérant directement et indirectement du plomb provenant des cartouches .
Des tourterelles tristes (Zenaida macroura) ont été intoxiquées (par des billes de plomb) et nourries avec une alimentation dure ou mixée, et maintenues à 5 °C ou à 22 °C, selon les sujets : Le froid n'a pas semblé influer sur le niveau d'intoxication (peut-être en raison des conditions de captivité) mais la dureté des aliments a eu une influence (encore mal comprise) . Lors de cette expérience, des restes de billes de plomb (en partie érodées) ont été trouvés dans les selles de 39 oiseaux sur 44. Les colombes nourries avec des granulés les ont retenus plus longtemps et les ont plus fortement érodés. Mais les organes et surtout les reins des colombes nourries avec un mélange de graines contenaient plus de plomb que celles nourries aux granulés.
- Une forme plus locale liée à la contamination des sols et du réseau trophique par des mines ou par l'industrie métallurgique de fonte ou transformation du plomb (Beyer et al. 2000).
- Certaines décharges industrielles ou des usines de recyclage de batterie, ou des séquelles de guerre (bombardement ou incendies d'usines utilisant du plomb, c'est le cas par exemple des usines qui produisaient la céruse de plomb, dont 80 % étaient installées dans le nord de la France avant la guerre 14-18) peuvent aussi être en cause. Les sols entourant des stations service ou certains aérodromes peuvent aussi être pollués par le plomb.
- Le saturnisme des oiseaux de proie est un saturnisme secondaire [19] qui a été scientifiquement décrit chez de nombreux rapaces, dont 17 espèces différentes en Europe [20], dont certains considérés comme espèces vulnérables tels que le Pygargue à queue blanche (Haliaeetus albicilla), ou des espèces en danger comme l'aigle impérial espagnol (Aquila adalberti) [20]. Les rapaces diurnes sont les plus souvent touchés[89]. Des études visaient à évaluer l'exposition des rapaces, via des analyses de tissus ou le comptage de grenaille de plomb dans les pelotes de régurgitation. Chez l'aigle impérial espagnol, ce sont 11 % des pelotes qui contenaient une ou plusieurs grenailles de plomb[20]). En outre, 26 à 40 % des busards des roseaux (Circus aeruginosus) avaient une plombémie très élevée (dépassant 30 mg/dL) [90]. Et 91 % des Vautours fauves (Gyps fulvus) présentaient une plombémie dépassant 20 mg/dL[20], bien que bénéficiant de viande apportée par l'humain. Chez les pygargues à queue blanche retrouvés morts ou moribonds, 28 % avait un taux de plomb trop élevé dans le foie ; plus de 5 µg/g (en poids humide) [20]. On a d'abord cru que le fait de régurgiter les parties dures du bol alimentaire protégeait ces espèces[19], mais il se trouve aussi que les rapaces risquent plus de capturer et manger d'autres oiseaux ou animaux blessés par des billes de plomb, ou en ayant mangé, ces derniers se laissant plus facilement capturer, car moins aptes à la fuite. De grands rapaces comme les aigles migrants peuvent mourir à distance du lieu où ils ont ingéré le plus de plomb et devenir une nouvelle source de contamination [91],[92].

- Le saturnisme des oiseaux nécrophages est un autre saturnisme secondaire ; les nécrophages consomment les cadavres d'autres animaux, dont ceux blessés à la chasse (c'est-à-dire portant des billes de plomb incrustées dans leur chair) puis morts des suites de leurs blessures. Les nécrophages mangent aussi des animaux morts intoxiqués par le plomb, ou morts de collision avec des véhicules ou infrastructures (lignes à haute tension par ex), or les animaux victimes de collision sont souvent malades ou porteurs de plombs (ce qui diminue leur immunité, leur vigilance et les rend plus vulnérables aux accidents ou à la prédation ou aux maladies). Le cas le plus démonstratif et aujourd'hui scientifiquement très bien documenté est celui du Condor de Californie [9] (voir illustration).
- Une intoxication endogène est parfois possible : une des réponses physiologiques à une fracture osseuse est la libération (rapide, normale et importante) de calcium dans le sang. Ce calcium est essentiellement prélevé là où il est disponible, c'est-à-dire dans le système osseux. Or ce sont les os qui stockent le plus, et le plus longtemps le plomb absorbé par l'organisme (pour la part qui n'est pas éliminée via les excréments ou les œufs). Les os des oiseaux sont creux, plus « mousseux » et moins denses que ceux des autres animaux à sang chaud. Il est possible que le plomb en soit libéré plus rapidement. Remarque : Les symptômes risquent alors d'être attribués à l'état de choc ou du traumatisme lié à la fracture.

## Facteurs de risque
Concernant la grenaille de plomb : Pour chaque espèce d'oiseau (et selon son âge), plusieurs cofacteurs influent sur le risque d'ingestion de grenaille de plomb, dont  :
- densité de grenaille dans et sir les sol et sédiments ; On admet généralement que pour un oiseau tué, 6 cartouches ont été tirées, soit environ 1400 billes de plomb ( ½ lb) dispersées dans l'environnent par oiseau tiré [94] ;
- densité de plombs de pêche perdus dans l'environnment (Rien qu'aux États-Unis, environ 480 millions de plombs (dont 98 % sont fabriqués aux États-Unis) sont vendus chaque année ; environ 3 000 t/an de plomb sont ainsi dispersées et introduites dans l'environnement par la pêche sur les cours d'eau nord-américains (États-Unis + Canada) [94].) ;
- diamètre des grenailles ou plombs de pêche;
- mode et profondeur d'alimentation de l'espèce concernée ;
- fermeté des sédiments et du sol ;
- pH (du sol, des sédiments, de l'eau…) ;
- profondeur de l'eau ;
- Présence de glace sur l'eau, sol gelé, pergélisol ;
- saison ;
- âge et taille de l'oiseau (une seule bille ingérée peut tuer un petit oiseau ou jeune oiseau [73]. 4 lots de 25 tourterelles forcées respectivement d'ingérer 0, 1, 2 ou 4 billes de plomb (no 8) ont présenté une mortalité respectivement de 0, 24, 60 et 52 % du lot [73] (dans la nature le taux de mortalité peut être plus élevé). Sur 50 femelles en élevage, les 25 ayant ingéré un plomb no 8 ont pondu normalement (longueur, largeur et poids des œufs), mais avec un moindre taux d'éclosion [73].
- disponibilité de sources alternatives de gastrolithes (s'ils sont bien répartis dans les milieux, associés à de la nourriture et riches en calcium, zinc et phosphore[95] qui sont en quelque sorte et dans une certaine mesure des antitodes au plomb). ;
- disponibilité de sources alternative de nourriture quand il s'agir de proies ou cadavres contaminés).
- maladies, épidémies. Un animal malade sera plus sensible au saturnisme, et un animal atteint de saturnisme est supposé plus sensibles aux infections ou à des collisions susceptibles de le blesser et l'affaiblir.

## Vulnérabilité spécifique des oiseaux, et de certaines espèces au sein des oiseaux

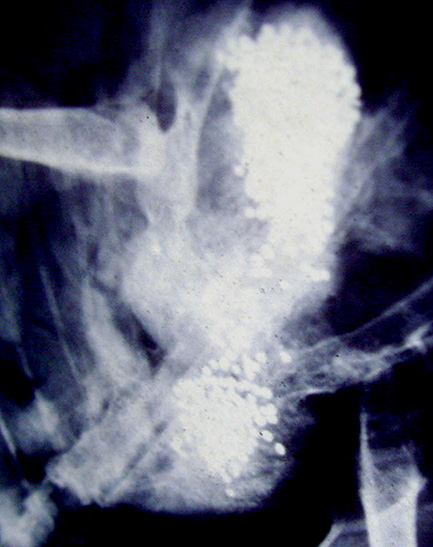
Détail d'une radiographie du tractus digestif d'un cygne trouvé mort dans le nord de la France (Marais audomarois)

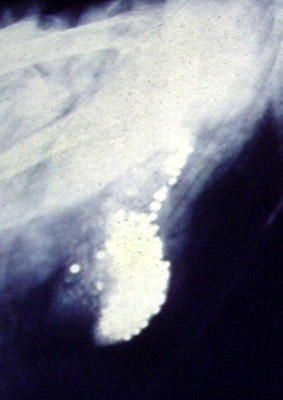
Détail d'une radiographie du tractus digestif d'un cygne trouvé mort dans le nord de la France (Marais audomarois)

Les oiseaux sont a priori (et de manière démontrée) plus vulnérables au plomb que les autres espèces animales, en raison du fait qu'ils n'ont pas de dents, et qu'ils recherchent de petits graviers grossiers qu'ils avalent afin de broyer leurs aliments dans le gésier.
Presque toutes les espèces d'oiseaux (hormis grands oiseaux marins tels que les albatros) sont plus ou moins prédisposés et sensibles au saturnisme, car :
- les oiseaux recherchent un gastrolithe d'un diamètre proche de celui des grenailles de plomb ou de pêche [96]. Il est - de plus - possible qu'existe une appétence particulière de certains oiseaux pour le plomb oxydé (qui a un goût sucré). Elle est difficile à évaluer et n'est pas à ce jour vérifiée, mais on connait bien chez l'humain le phénomène de « pica »; comportement consistant chez l'enfant à persister à porter à la bouche des écailles de peintures au plomb, comportement souvent associé au saturnisme de l'enfant, et plus rare chez l'adulte (on parle alors de « pica-like »). Des animaux (vaches en étable par exemple) peuvent aussi s'intoxiquer gravement, voire mortellement en léchant des peintures à la céruse de plomb, probablement en raison de son goût sucré.

Ceci pourrait expliquer le fait qu'on ait pu trouver jusqu'à plusieurs centaines de billes de plomb dans le gésier de certains cygnes morts de saturnisme. Lors d'une expérience visant à produire des granulés de pesticides non appétents pour les oiseaux, on a remarqué que le moineau domestique et le colin de Virginie peuvent avoir des préférences individuelles en ce qui concerne la forme, la taille, mais aussi la couleur . De manière générale, pour ces deux espèces, les petits cailloux jaunes, verts ou blancs étaient préférés . Or, en s'oxydant, la grenaille de plomb blanchit. D'autres espèces les absorbent dans la vase, sans les voir. C'est a priori le goût ou leur absence d'arêtes, ou une texture  de surface qui pourrait alors avoir de l'importance.
- Aux époques où on les chasse, les oiseaux se nourrissent le plus sur les zones qui sont également celles où l'on cherche le plus à les chasser, et qui donc - hors parcs nationaux et réserves naturelles très anciennes et non chassées - sont aussi les lieux où les plus grands tonnages de plomb ont été dispersés par les tirs (millions de billes par ha en Camargue par ex).

Leur vulnérabilité varie néanmoins selon :
- la teneur en plomb (dont plomb de chasse) de leur environnement (eau, air, sol, sur tout leur trajet de migration dans le cas des oiseaux migrateurs) ;
- leur mode et lieu d'alimentation (dans le sol, les sédiments, et selon la profondeur (les avocettes et de nombreux échassiers peuvent trouver des plombs en profondeur et les ingérer) ;
- la nature de leurs aliments et du gastrolithe ingérés (les aliments durs contribuent à plus rapidement éroder les plombs, et certains aliments riches en fer, zinc et calcium, ou fixant naturellement le plomb, ou le chélatant pourraient peut-être diminuer la gravité, la durée ou les conséquences d'une intoxication). Inversement, une éventuelle carence en certains nutriments et oligo-éléments (calcium fer et zinc…) aggraverait l'absorption de plomb par l'organisme et ses symptômes. À titre d'exemple:

Une bille de plomb (calibre « 7,5 » / standard américain, soit une bille de 2,41 mm de diamètre, couramment utilisé pour la chasse de gibier terrestres), neuve pour certaines, déjà oxydée pour d'autres) a été introduite dans l'alimentation de passereaux de l'espèce (Molothrus ater). Nourris avec des aliments du commerce et une bille de plomb, aucun n'est mort, ni n'a montré de signes d'intoxication saturnine aiguë. Mais nourris avec une nourriture plus naturelle, 30 % sont morts en 24 h. Les plombs ne sont pas restés longtemps dans le gésier ; parmi les survivants, tous sauf un ont excrété le grain de plomb dans les 24 h suivant l'administration. Les plombs excrétés ou récupérés à l'autopsie étaient significativement (P <0,05) plus érodés quand ils étaient déjà altérés au moment de l'ingestion. L'érosion la plus forte a été observées sur les plombs récupérés dans les oiseaux morts (2,2 à 9,7 %). La plombémie de plomb des oiseaux ayant ingéré un plomb neuf ne différait pas significativement (P = 0,14) de celles des oiseaux ayant ingéré un plomb déjà dégradé. Le taux de plomb du foie des oiseaux morts variait du simple au double (de 71 à 137 ppm), poids sec. Cette expérimentation a montré que bien que les plombs n'aient été retenus que quelques heures, ils peuvent menacer la survie de petits oiseaux chanteurs .
- l'âge et la durée d'exposition(une bécasse (qui vit jusqu'à 20 ans) bioaccumulera plus de plomb qu'un petit passereau vivant 2 ans).

## Mesure et seuils de toxicité
Différentes mesures sont possibles :
- Le plomb est classiquement mesuré dans le sang, mais la plombémie ne reflète que l'intoxication du moment ;
- On peut le mesurer dans les phanères (plumes, griffes) où il exprime mieux l'intoxication une contamination moyennement récente (mois précédents, année) ; Si l'animal est mort, on peut aussi analyser le foie et les reins qui accumulent ce métal en tentant de détoxiquer l'organisme.
- Sa mesure dans l'os reflète sa bioaccumulation et la contamination chronique  (années précédents) ;
- on peut aussi le mesurer dans l'œuf ou la coquille de l'œuf (La femelle peut se détoxiquer d'une partie du plomb qu'elle a accumulé dans l'œuf et le poussin) ;
- Les billes de plomb avant qu'elles ne soient digérées sont facilement visibles aux rayons X (sur cadavre ou animal vivant). On peut compter les billes de plomb ingérées (pour celles qui ne sont pas encore dissoutes dans le bol alimentaire) dans les 24 à 48 h précédent la radiographie ou la mort ;
- Une contamination ancienne peut aussi théoriquement être décelée par analyse du sang ou des excréments après administration d'un chélateur à l'oiseau ;
- l'analyse du plomb présent dans l'environnement (air, sol, poussières, sédiments, réseau trophique) ou dans la poussière, les peintures, l'eau ou l'alimentation d'un poulailler est une source complémentaire d'information sur l'exposition des animaux.
- Il est enfin possible de rétrospectivement détecter des cas de saturnisme via l'étude de teneurs en plomb de cadavres ou squelettes de personnes ou animaux morts (éventuellement il y a plusieurs siècles ou millénaires si leurs restes sont bien conservés).
- un traçage chimique ou isotopique est possible, par mesures isotopiques du plomb trouvé dans le sang, les os, ou l'environnement. Il permet - à certaines conditions - de déterminer l'origine du plomb (plomb provenant de l'essence, de cartouches, ou des batteries qui ont des signatures isotopiques ou compositions en additifs différents).

Seuils de toxicité : Les progrès fait en toxicologie les remettent en question ; des plombémies autrefois considérées comme « sûres » correspondent à des taux aujourd'hui considérés comme dangereux  (« Blood lead levels once considered safe are now considered hazardous, with no known threshold ») et de nombreux toxicologues estiment qu'il n'y a pas de seuils en deçà duquel le plomb peut être vraiment considéré comme sans danger, notamment pour le cerveau. Cependant changer la norme légale (proposition étudiée par l'OMS) aurait des implications économiques telles qu'elles semblent encore faire obstacle à cette idée. Cela aurait aussi des implications juridiques complexes concernant l'application du principe pollueur-payeur et le traitement des « maladies professionnelles ».

### Occurrence, prévalence

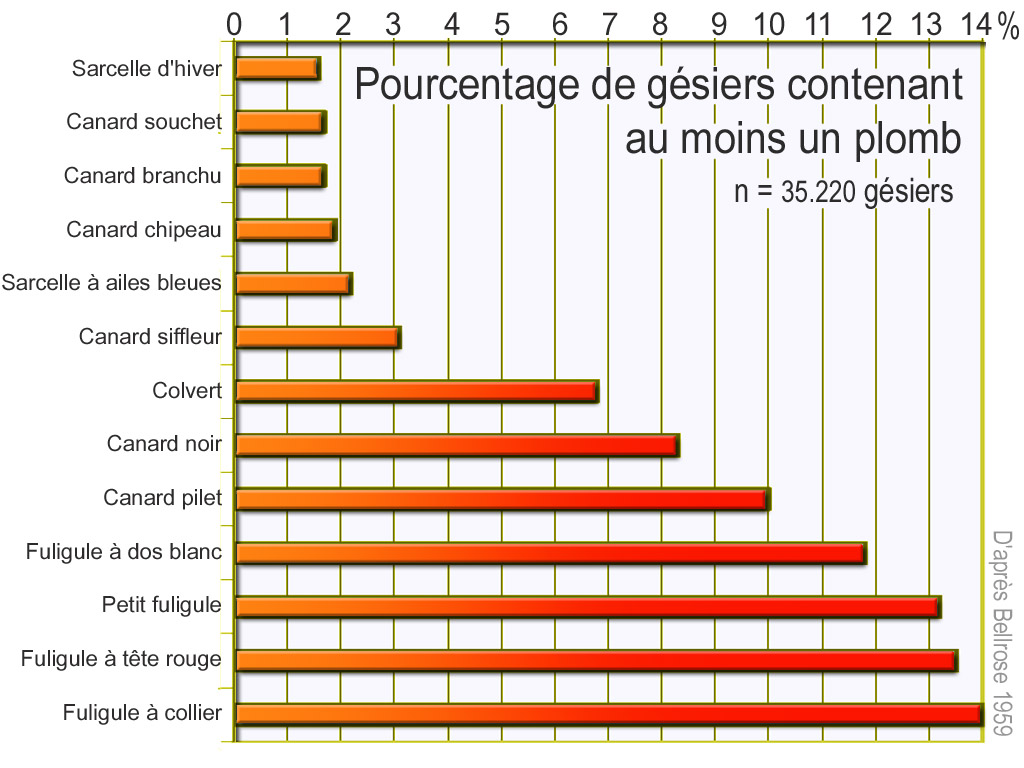
Taux (%) de gésiers d'oiseaux d'eau contenant au moins une bille de plomb, pour quelques espèces chassées en Amérique du Nord ; D'après Bellrose (1959, c'est-à-dire avant l'interdiction du plomb dans les zones humides en Am. du Nord), sur la base de 35.220 gésiers observés

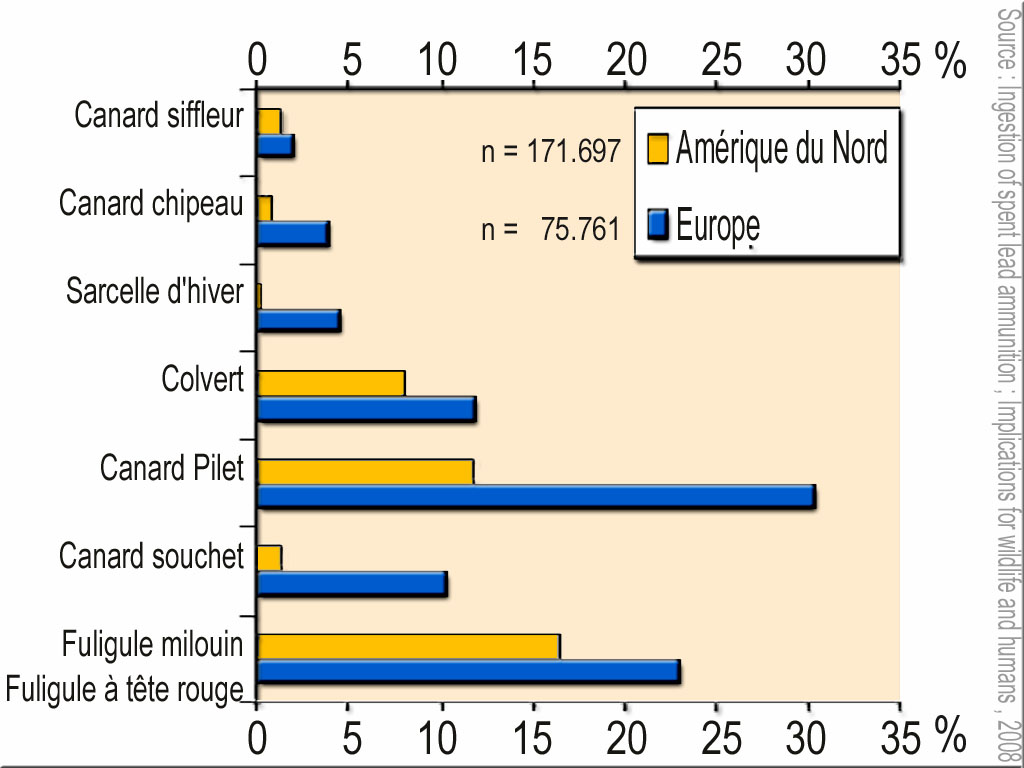
Comparaison du taux d'oiseaux ayant ingéré de la grenaille de plomb chez quelques espèces d'oiseaux d'eau chassés (sauvagine) en Amérique du Nord (n = 171.697) et en Europe (n = 75.761) ; Canard siffleur, Canard chipeau, Sarcelle d'hiver, Colvert, canard Pilet, Canard souchet, Fuligule milouin/Fuligule à tête rouge. En raison d'une chasse plus intensive rapportée au nombre d'hectares de zones humides et d'une interdiction des munitions au plomb beaucoup plus tardive dans les zones humides, la prévalence de l'ingestion de plomb, et le saturnisme des oiseaux d'eau sont beaucoup plus fréquents en Europe

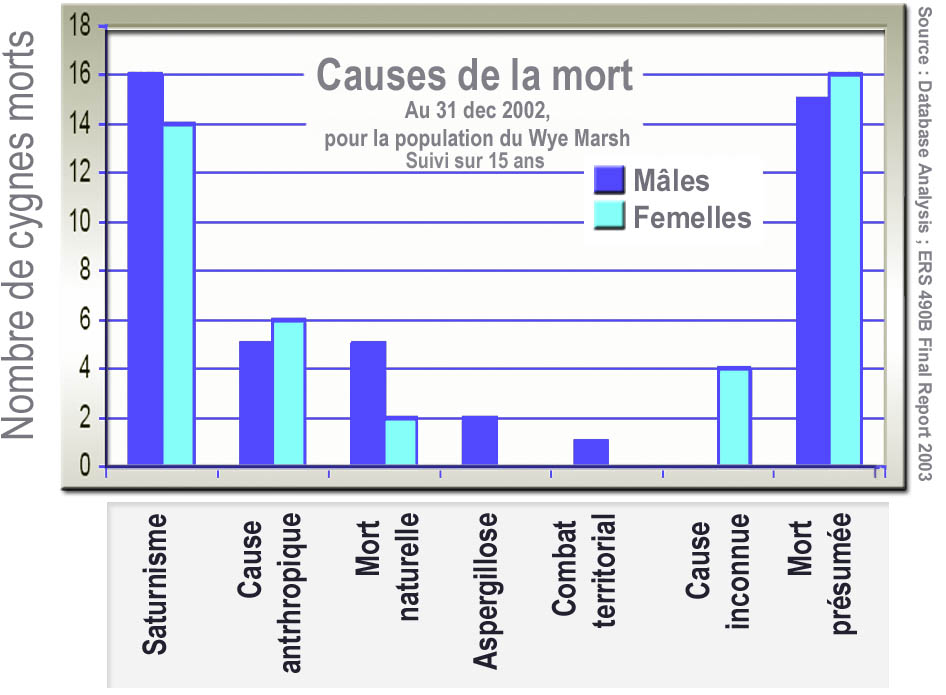
Chez des espèces menacées, vulnérables au saturnisme ; 20 ans après l'interdiction du plomb, 40 ans près la mise en réserve naturelle, le saturnisme aviaire reste la première cause de mortalité de la population (issue de réintroductions) du cygne trompette du Wye marsh. Une partie des autres causes de surmortalités (collision, maladie…) peuvent aussi être partiellement expliquées et favorisées par le saturnisme.

La répartition spatiotemporelle et la gravité des cas sont en partie mal connues, pour plusieurs raisons :
- grande mobilité des oiseaux et tout particulièrement les oiseaux migrateurs ; un oiseau intoxiqué en France peut mourir des causes de son saturnisme au Sénégal, aussi faut-il étudier plusieurs paramètres tels que la densité de plomb par ha, le nombre de coups de feu tirés, la typologie des milieux et des modes de chasse, le pH du milieu, etc pour évaluer le niveau global de risque pour les oiseaux (et indirectement pour les consommateurs de gibier)
- les symptômes d'intoxications peuvent apparaître plusieurs années, voire plusieurs décennies après les premières absorptions de plomb
- non-spécificité des symptômes,
- les oiseaux malades se cachent soigneusement avant de mourir, ce qui fait sous-évaluer le nombre de cas.
- la présence de plomb (moléculaire ou métallique) est rarement recherchée chez les oiseaux morts
- absence de test simple, immédiat, fiable et peu coûteux (la plombémie ne trace qu'une exposition récente, l'analyse des plumes renseignent sur l'exposition des mois précédents. Seule l'analyse (isotopique) de l'os renseignerait sur l'exposition sur le long terme et sur les origines du plomb, mais elle est peu pratiquée),
- lacunes dans la formation des chasseurs, pêcheurs et pratiquants de ball-trap sur les conséquences écosystémiques de la dispersion du plomb dans l'environnement. Les formations vétérinaires elles-mêmes n'évoquent ce problème que depuis les années 1990.
- raisons sociopsychologiques ; parler d'un toxique si commun et si toléré par les États, utilisé depuis des décennies pour tuer le gibier qu'on mange, et si présent dans l'environnement semble pouvoir conduire à des problèmes de dissonance cognitive et de déni. Admettre l'existence du saturnisme aviaire implique d'admettre un risque et un danger pour les consommateurs de gibier (oiseaux d'eau en particulier), ce qui ne semble pas aisé dans les pays où ce type de chasse est une tradition depuis plusieurs décennies.

Pour les seuls États-Unis à la fin des années 1950, Bellrose a estimé que près de 25 % de tous les colverts nord-américains ingéraient des grenailles de plomb, et que dans la voie migratoire du Mississippi, 4 % de la population de colverts mourait annuellement de saturnisme aigu. Il a estimé  que le saturnisme tue chaque année de 2 à 3 % de la population de la sauvagine nord-américaine, soit 2 millions d'oiseaux/an, si l'on admet que la population d'oiseaux aquatiques après la saison de chasse était à cette époque d'environ 80 millions d'oiseaux .
Une estimation plus récente (2003) a porté à au moins 3 millions ce nombre .
Les études initiales et les plus poussées proviennent d'Amérique du Nord, mais les données disponibles montrent que le problème est bien plus grave en Europe, en raison d'une pratique plus ancienne et d'un nombre de chasseur beaucoup plus élevé rapporté aux hectares chassés.
Les aires protégées ont souvent été antérieurement chassées, ou elles sont encore chassées ou leur périphérie est souvent intensivement chassée. Les oiseaux étant par ailleurs très mobiles, les réserves naturelles n'échappent pas au phénomène. À titre d'exemple aux États-Unis, le National Wildlife Health Center (NWHC) a analysé un échantillon de 1.041 oiseaux d'eau trouvés morts de 1983 à 1986 dans les zones-refuges fédérales (dans le cadre d'une étude nationale sur le saturnisme aviaire dans les réserves naturelles fédérales) . 421 de ces oiseaux présentaient au moins 6 à 8 ppm (poids humide) de plomb dans le foie et/ou de la grenaille de plomb dans le contenu du gésier . 13 macrolésions associées au saturnisme ont été identifiées, avec des fréquences variant selon les espèces, allant de 3 % à 80 % chez les 421 oiseaux empoisonnés. Les indicateurs les plus fiables de saturnisme concernaient la partie haute du tractus digestif (œdème sous-mandibulaire), une nécrose myocardique, la décoloration biliaire du foie. Chacune des 13 lésions étaient plus fréquentes chez les oiseaux empoisonnés au plomb, mais toutes peuvent également être observées chez certains oiseaux aquatiques morts d'autres causes.

### Complexité spatiale et temporelle du saturnisme aviaire
Des variations saisonnières, décennales et géographiques existent, notamment chez les nécrophages. et sont écoépidémiologiquement significatives, pour plusieurs raisons :
- les nombres de chasseurs et de cartouches tirées ont fortement augmenté entre les années 1950 et 1980, mais parallèlement à d'autres facteurs de mortalité aviaire (collision, autres pollutions…) [105]
- Bioturbation : la plupart des oiseaux sont migrateurs ; ils se contaminent généralement dans les pays riches où les cartouches sont très utilisées, voire gaspillées, mais un oiseau modérément chargé de plomb peut mourir loin du point où il s'est intoxiqué (si l'intoxication est aiguë, il meurt paralysé après quelques jours). Son cadavre sera une nouvelle source de contamination.
- Effet « corridor » : Les oiseaux d'eau étant surtout chassés sur leurs corridors de migration et lors de leurs migrations, c'est logiquement sur ces corridors et plutôt à proximité des zones habitées et accessibles qu'on trouve le plus de plombs, et que les oiseaux se contaminent le plus. Il existe donc une géographie du saturnisme aviaire, qui a notamment été mise en évidence en Amérique du Nord sur la côte Est et dans l'intérieur des terres, dont sur le parcours du Mississippi[106].
- Des intoxications spectaculaires et très locales ont déjà été constatées (par exemple à la suite de l'inondation d'une ancienne zone de ball-trap, qui a attiré des oies, qui ont alors ingéré des billes de plomb et en sont mortes en grand nombre.
- les sols acides sont plus propices à la contamination de l'environnement à partir des billes de plomb perdues par les chasseurs ou le ball-trap.
- l'apparition ou la fermeture et abandon d'une unité industrielle polluante est également une source ponctuelle possible d'apparition ou de diminution de cas de saturnisme aviaire.
- Le labour peut enfouir des billes de plomb et les rendre moins accessibles aux oiseaux, et inversement le drainage d'une zone humide ou son curage peuvent mettre au jour des grenailles qui étaient trop profondément enfouies pour être facilement accessibles.
- les billes de plomb étant rondes, en aval d'un ball-trap ou d'une zone de chasse intensive situés sur sol en pente, elles peuvent être emportées par l'eau de ruissellement et se regrouper dans des dépressions, fossés, cours d'eau parfois assez loin en aval des zones où elles ont été initialement dispersées par les tirs. Elles risquent de devenir source d'intoxications aiguës et de mortalités qu'on ne pensera pas spontanément à associer au plomb.

## Sources principales d'empoisonnements pour les oiseaux

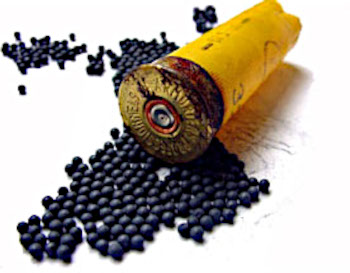
Les plombs de chasse, ball-trap et moindrement de pêche sont une source fréquente de saturnisme animal (Une cartouche de 30 à 35 grammes contient 200 à 300 billes de plomb toxique). En France (plus de 20 ans après les États-Unis) depuis 2005, les cartouches au plomb ne sont plus autorisées pour les tirs dirigés en direction d'une zone humide

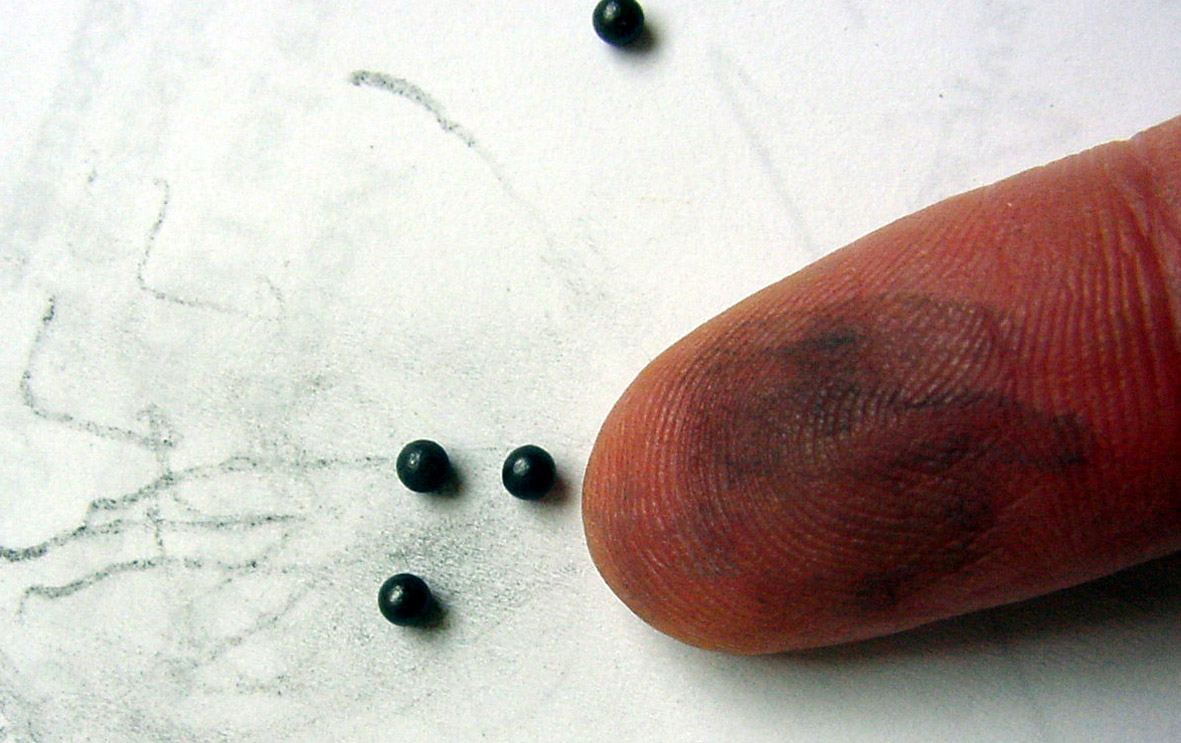
Le plomb est un métal particulièrement mou (même comme c'est le cas ici quand il est durci par ajout d'arsenic ou antimoine). Il s'érode et s'oxyde facilement, et en milieu acide il devient plus contaminant pour l'environnement. Ceci explique que dans le gésier et l'estomac des oiseaux, broyés entre les petits cailloux ingérés par l'oiseau, les billes de plomb avalées avec la nourriture ou confondus avec les gastrolithes habituels sont rapidement érodées. Le plomb passe alors dans le sang et intoxique l'animal. 12 billes de plomb de cartouche ingérés suffisent à mortellement empoisonner un cygne adulte par saturnisme aviaire.

Les sources principales semblent être par ordre d'importance :
1. Le plomb (qui reste une source d'intoxication, longtemps après son interdiction, là où il a été interdit); On estime généralement que pour chaque oiseau abattu, plusieurs cartouches ont été tirées (3 à 6 cartouches selon les sources, pour les oiseaux d'eau). 
Les grenailles de plomb ingérées par les oiseaux sont rapidement dégradées dans leur gésier et leur estomac (en milieu acide). À partir du bol alimentaire, ils passent dans le sang de l'animal sous forme moléculaire. Le plomb est alors très biodisponible. On a estimé à la fin du XXe siècle qu'en France 8 000 à 9 000 t de plomb étaient annuellement dispersées dans la nature via environ 250 millions de cartouches tirées par an (tous tirs confondus) ; 3/4 pour la chasse (soit plus de 6 000 t/an ; +/~6 500 t/an) ; 1/4 pour le ball-trap (plus de 2 000 t/an). 
L'apport annuel diminue (avec le nombre de chasseurs, mais la non-biodégradabilité du plomb conduit à une accumulation croissante dans le sol où il reste longtemps accessible aux oiseaux.
2. Le plomb des cartouches de ball-trap. Certains sites de ball-trap se sont avérés plus pollués qu'aux pieds d'installations industrielles de type fonderie de plomb ;
3. Les plombs et agrès de pêche ;par exemple, au Canada : au début des années 2000 le ministère de l'environnement estimait qu'environ 559 t de plombs de pêche (dites pesées, turluttes au Canada) étaient perdues par les pêcheurs chaque année dans le milieu naturel ; soit jusqu'à 14 % de tous les rejets de plomb dans la nature [107] (la grenaille de plomb ayant été interdite pour la chasse au début des années 1990). On estime qu'un pêcheur nord américain moyen perd un plomb toutes les 6 h de pêche[107], et il y aenviron 5 millions de pêcheurs au Canada[107], qui pratiquent ce loisir environ 50 millions de jours par an[107]. Toutefois, les oiseaux sauvages n'avalent presque uniquement que les plombs de moins de 2 cm de longueur ou de diamètre et pesant moins de 50 g[107].
Des cas de saturnisme induits par des plombs de pêche étaient en 2003 (et depuis les années 1970 pour les premières études) documentés chez 23 espèces d'oiseaux aquatiques sauvages (dont notamment : plongeons, grues, pélicans, hérons (grand héron, héron vert), canards (toutes les espèces), aigrette, cygnes (dont le cygne trompette en cours de réintroduction), cormorans, grand Harle, pygargue à tête blanche, bernache, Ibis blanc, mouette atricille, sterne royale) [107]. C'est même encore la 1re cause de décès chez le plongeon huard (Gavia immer) adulte dans l'est du Canada (là où la pression de pêche est la plus intense), devant les captures par engins de pêche, les traumas, maladies, collision avec véhicules et toute autre cause de mortalité [107]. La plombémie d'un huard n'ayant a priori pas avalé de billes ou d'agrès de pêche en plomb est de moins de 01 µ/ml, chez ceux qui ont avalé des lests de plomb de pêche, ce taux grimpe rapidement, et il est associé à l'inhibition de l'activité de l'acide aminolévulinique déhydratase [107]. Dans le foie et les reins, le taux de plomb passe de moins de 5 µg/g en poids sec à 142 µg/g dans le foie et 726 µg/g dans les reins (poids sec), entrainant une mort rapide en cas d'intoxication aiguë (l'animal n'a dans ce cas pas même le temps d'être amaigri)[107]. Des rapaces et goélands sont également touchés, et même des tortues (chélydre serpentine, tortue peinte)[107].

Des alternatives au plomb toxique existent (acier, céramique, argile cuite, caoutchouc…), d'autres étant également problématiques du point de vue toxicologique (Hémosidérose observée chez une part significative des canards ayant ingéré quelques billes en tungstène-acier et moindrement avec des billes « tunstène-polymère ») ou écotoxicologiques à long terme (étain, bismuth, tungstène, sans toutefois affecter la fitness des oiseaux testés dans le cas de certains alliages ou polymère à base de Tunsgène) ; Leur utilisation n'augmenterait le budget annuel moyen du pêcheur canadien que de moins de 1 %.
La Grande-Bretagne, pour notamment protéger les populations de cygnes de la tamise (légalement propriété de la reine) a interdit les plombs de pêche de moins de 28,35 g dès 1987.
1. Le plomb dispersé dans l'environnement par les activités humaines (sels de plomb utilisés par l'industrie, dont par exemple les pigments composés d'oxydes de plomb, l'antirouille à base de minium de plomb, etc.);
2. Des sols plombifères (naturellement riches en plomb);Ils sont, très localement, une source de plomb bioassimilable. Ceci est très rare, car le minerai de plomb est essentiellement souterrain et piégé dans la roche.

- Contextes acides : Dans un sol naturellement acide (tourbières acides, certaines landes…) ou acidifié (cf. Pluies acides) la corrosion des billes de plomb peut être accélérée, augmentant la contamination des végétaux et champignons, de cultures proches et celle des animaux qui les mangent. Inversement, en milieu calcaire, le plomb est moins mobile et moins biodisponible (sauf secondairement, quand la bille de plomb est elle-même directement ingérée par l'oiseau, confondue avec les gastrolithes ou des graines).

La grenaille ingérée par un oiseau est difficile à détecter (hormis aux rayons X), et dans un gésier elle est rapidement érodée. Dans la chair d'un oiseau tué à la chasse, elle est encore plus difficile à détecter, surtout sans détecteur de métaux. Elle est encore souvent encore présente dans la viande cuite et dans certains pâtés (gésier), voire ingérée avec la viande ; dégradée dans une viande hachée ou transformée en pâté, ou mise en contact avec un acide (citron, sauce tomate, vinaigre…), la grenaille de plomb peut libérer des quantités significatives de plomb et contaminer la viande et sa sauce (si elle est acide). Des intoxications chroniques et insoupçonnées pourraient ainsi concerner les consommateurs de certaines espèces à risque (gibiers d'eau atteints de saturnisme aviaire et/ou contaminés par de la grenaille de plomb), même si elles sont a priori rarement mortelles.
- Saturnisme « secondaire » induit par une fracture, ou grossesse : une des réponses physiologiques à toute fracture ou grossesse est une libération (rapide, normale et importante) de calcium osseux dans le sang ; ce calcium est utilisé pour la réparation osseuse ou la constitution du squelette du fœtus. Ceci explique, que chez un animal ne présentant pas de plombémie anormale, mais ayant antérieurement stocké du plomb dans les os, une fracture puisse également libérer une quantité très significative de plomb dans le sang, susceptible le cas échéant d'induire un saturnisme. Ce type de saturnisme a très peu de chance d'être détecté si le médecin n'a pas été alerté sur ce risque par le patient (qui souvent n'en est pas conscient). Les symptômes sont mis sur le compte de l'effet de choc ou du traumatisme lié à l'accident.

### Le cas particulier des balles de plomb («chemisées»ou non)

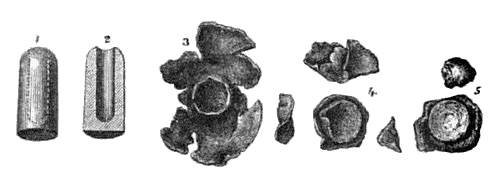
Ancien modèle de balle expansive (gravure de 1870) ; avant le tir (1,2) et retirés de cadavres d'animaux tirés à la chasse. Les balles expansives de cuivre, ne laissent pas ou peu de fragments dans la chair.

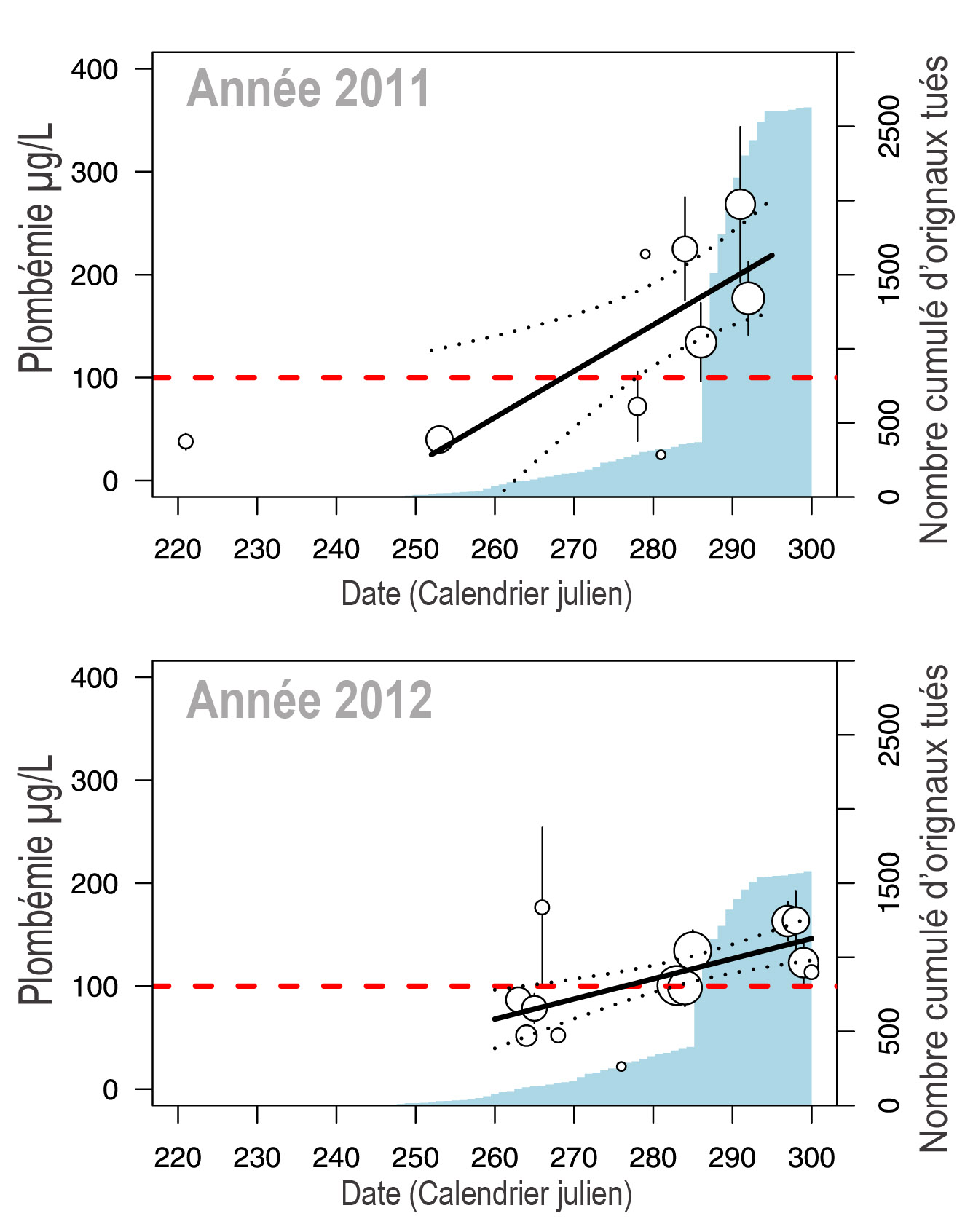
Le corbeau mange les cadavres et certains abats (contaminés par des fragments de plomb) laissés par les chasseurs dans la nature ; la plombémie du corbeau augmente corrélativement au nombre d'orignaux tués dans la saison de chasse (zone bleue).

La taille des points est proportionnelle au log de la taille de l'échantillon. Les barres d'erreur sont représentées. Les lignes pointillées représentent l'Indice de confiance (IC) à 95 %. La zone bleu clair illustre le nombre cumulé d'orignaux abattus dans la zone de chasse sélectionnée pour l'étude (daprès Craighead D et de Bedrosian B (2008), les grands corbeaux ayant accès aux abats de gros gibier ne présentant pas de signe clinique de contamination clinique présentaient une concentration en plomb de moins de 100 μg/l (ligne pointillée horizontale rouge).)
- Depuis plus d'un siècle, presque toutes les balles (et grenailles) étaient composées de plomb.

Le plomb pur étant trop mou, pour que les billes ne se déforment pas trop et pénètrent mieux, il est durci par ajout de 5 à 10 % d'arsenic ou d'antimoine (deux métaux qui sont également des toxiques).
Lorsqu'une balle pénètre à très grande vitesse dans un organisme, notamment s'il y a contact avec un os, des molécules et fragments (parfois plusieurs centaines) de plomb peuvent être arrachés à la balle de plomb , et — pour les plus petits d'entre eux — dispersé dans l'organisme via le sang et la lymphe (exceptionnellement, il arrive d'ailleurs chez l'humain que le plomb d'une balle conservée dans l'organisme puisse être à l'origine d'un saturnisme mortel pour l'hôte de cette balle . Le problème serait plus grave pour des balles (ou grenailles) piégées dans des articulations où elles risquent de se décomposer plus rapidement en libérant du plomb moléculaire très bioassimilable.
- À chaque saison de chasse (et dans les semaines qui suivent), de nombreux animaux blessés par balles ne sont pas retrouvés par les chasseurs. Ils fuient ou se cachent pour mourir et sont alors disponibles pour les oiseaux charognards (ainsi que pour les mammifères charognards, dont le sanglier). Le risque qu'ils ont de s'intoxiquer dépend de l'incidence, de l'abondance et la distribution des fragments de plomb dans la chair de leurs proies [115].

La radiographie d'échantillons de carcasses de 38 cervidés (tués à la chasse, et fournis par des chasseurs nord-américains en 2002-2004) a mis en évidence que des fragments métalliques sont fréquemment largement distribué le long du canal de pénétration de la balle, à partir de la plaie de surface. Lors de cette étude, 94 % des échantillons provenant de cervidés tués par balles de plomb contenaient des fragments, et 90 % de 20 abats radiographiés présentaient des fragments : cinq échantillons contenaient de 0 à 9 fragments, 5 en contenaient de 10 à 100, 5 en contenaient de 100 à 199 fragments, et 5 présentaient plus de 200 petits fragments de plomb. Alors que paradoxalement on ne comptait que 6 fragments métalliques dans l'ensemble des carcasses de 4 cerfs tués par des balles expansives en cuivre .
- L'animal tué par balle de plomb à la chasse et utilisé ou vendu pour la consommation humaine pourrait donc aussi être un facteur de saturnisme chronique chez des consommateurs de venaison (Les bonnes pratiques de boucherie veulent que la chair située autour de la zone pénétrée par une balle soit excisée et jetée, mais certains fragments ont le temps d'être dispersés par les vaisseaux sanguins ou le réseau lymphatique avant que l'animal ne meure).

## État des connaissances
La démonstration scientifique du problème est faite. Mais ce savoir n'est cependant pas vulgarisé dans tout le monde de la chasse ni, chez les spécialistes de santé publique.
La dynamique et la cinétique des métaux dans les organismes, et dans les compartiments de l'écosystème méritent encore d'être étudiés, de même que les effets de faibles doses, et certains effets synergiques. Tous les effets sur les compétences des poussins et des adultes ne sont probablement pas encore connus. Les effets « in vitro » et sur des animaux élevés sont bien étudiés, il conviendrait de mieux les cerner dans la nature.

### Le cas des plombs incrustés
Durant et après chaque saison de chasse, un grand nombre d'oiseaux ne sont que blessés par des volées de grenailles ou grenailles perdues. Nombreux sont ceux qui cicatrisent et continuent à vivre en étant porteur de plombs ou « grenaille alternative » incrustés dans leur chair. La question des effets et du devenir de ces grenailles se pose.
- L'étude - durant un an (du 28 mars 1994 au 27 mars 1995) - de colverts d'élevage dans la chair desquels on a inséré cinq billes (plomb (Pb), fer (Fe), ou alliage bismuth (Bi)/étain (Sn), dans le muscle pectoral) n'a pas montré de différence significative dans le poids, le taux d'hématocrites ou la durée moyenne de survie durant un an, quel que soit le type de grenaille[116].

Des tissus conjonctifs ont encapsulé et isolé les billes de plomb ou d'alliage Bi/Sn, et seules de légères modifications des tissus périphériques ont eu lieu. En un an, les grenailles de Pb et d'alliage Bi/Sn tir n'ont presque pas perdu de masse et n'ont presque pas changé d'apparence. Par contre, la grenaille de fer avait perdu un peu plus de masse et une mince couche d'oxyde de fer l'entourait, avec une discrète réponse inflammatoire du tissu cicatriciel adjacent. Après un an, aucune infection bactérienne n'était visible, pour les trois types de grenaille, et le poids moyen des reins, du foie ou des gonades n'avait pas changé. Cependant, les taux de bismuth et de plomb avaient augmenté dans les reins et foies des canards en portant. Le bismuth (neurotoxique) y était respectivement plus concentré que le plomb et le fer chez les canards en portant. Le muscle et le sang ne présentaient pas de différence chez les canards portant des grenailles de bismuth. Aucun effet histologique n'a été noté dans les reins, le foie ou les gonades des animaux portant des grenailles incrustées.
Attention, ces études présentent un biais par rapport à la situation naturelle où les grenailles entrent dans l'animal avec une haute vélocité et peuvent toucher des organes autres que les muscles, ou s'insérer près d'un autre organe vital ou impliqué dans la circulation sanguine ou la digestion, ou rencontrer une partie dure (bec, os, etc.) en libérant initialement et/ou au cours du temps une plus grande quantité de métaux (sous forme moléculaire ou d'éclats pour le plomb et le bismuth).
De plus, dans la nature, les billes incrustées dans un oiseau pourront être ingérées et pour tout ou partie « digérées » dans le gésier de l'oiseau de proie qui mangerait cet oiseau. Ce plomb ou bismuth pourraient alors empoisonner le prédateur alors même que la proie de présentait aucun signe d'empoisonnement.
- On a montré chez l'humain (blessures de militaires par balle, et de civils par grenaille de plomb) que des plombs incrustés dans une articulation (ex. : cheville, genou, coude, hanche, disque intervertébraux…) étaient facteurs de saturnisme ; le premier cas célèbre étant celui de l'horticulteur anglais Arthur Stayner (qui a implanté l'industrie sucrière dans l'Utah), et qui est mort en 1899 d'un saturnisme induit par de la grenaille de plomb incrustée dans l'une de ses chevilles à la suite d'un accident de chasse. Un plomb « coincé » entre deux os ou deux parties mobiles d'articulation s'use et se corrode alors qu'il ne se corrode pas ou très peu quand il est incrusté dans la chair. Les liquides synoviaux permettent une dissolution lente du plomb et favorisent son transfert vers d'autres organes. La plupart des cas de saturnisme induit par des balles ou billes de plomb incrustés dans le corps humain semblent pouvoir être expliqués par les liquides synoviaux. Par exemple, un patient a dû être hospitalisé à trois reprises pour des symptômes d'intoxication au plomb (20 à 25 ans après une blessure par balle de plomb restée dans sa hanche. Des cas d'intoxication saturnine suivant presque immédiatement l'incrustation de grenaille de plomb ont été rapportés en Europe, mais tous les cas documentés de saturnisme induit par blessures par munitions signalés aux États-Unis ont impliqué une dissolution lente du plomb par des fluides synoviaux qui sont naturellement acides[117]. Le liquide synovial a des propriétés dissolvantes qui semblent aussi pouvoir expliquer l'arthrite associée locale [118],[119]
- Un plomb logé dans la partie mobile d'une articulation risque de se fragmenter (rapidement ou en quelques années)

. Les fragments sont alors dispersés et plus rapidement érodés par le liquide synovial, avec une élévation conjointe de la plombémie , parfois très importante (198 μg/dL contre 0 à 30 μg/dL pour un Américain moyen dans le cas d'une balle logée dans la hanche puis fragmentée) .
- Des plombs incrustés dans un organe « épurateur » tel que le foie posent également problème : Un exemple connu du public est celui du cycliste Greg LeMond qui a dû abandonner la compétition après que sa plombémie eut quadruplé à la suite d'un accident dont il a été victime en 1987. Cet accident lui a laissé 35 grenailles de plomb dont quatre dans le foie et les poumons, et deux dans l'enveloppe du cœur, après quoi ses performances physiques ont régulièrement diminué [121],[122].

### Les alternatives au plomb
- Pour la chasse : Elles existent pour tous les modes de tir (grenaille, balle, tir sportif) [123] mais sont - dans le monde - encore peu utilisées (hormis dans certains pays dans les zones humides). Elles ont fait l'objet de nombreuses évaluations (dès les années 1960, pour le plomb de chasse[124]) et sont utilisées depuis environ 20 ou 30 ans dans les premiers pays qui les ont rendues obligatoires (généralement d'abord dans les zones humides ou uniquement dans ces zones ou pour les tirs orientés vers ces zones).
On sait que le laiton est toxique pour de nombreux organismes aquatiques (à cause du cuivre qu'il contient). Du plomb laitoné est néanmoins utilisé dans certaines cartouches. Le zinc pose également problème.

- Pour la pêche : Le zinc et le laiton ont aussi été testés (et localement utilisés) comme alternative aux plombs ou lests de pêche, mais sont reconnus toxiques depuis les années 1960-70, bien que moins que le plomb pur [125].

- Le zinc pose également des problèmes de toxicité ; À titre d'exemple, une étude [126] publiée en 1968 avait porté sur la toxicité comparée de différents métaux ingérés sous forme de billes de type grenaille par des canards colverts d'élevage.

Après la mort de l'animal ou après 30 jours chez ceux ayant survécu, les os, foies, reins ont été analysés. Un « groupe témoin » de 15 colverts a ingéré des billes de plomb, et les autres différentes alternatives (alliage étain-plomb, zinc, nickel, acier téfloné, et d'étain).
L'ensemble des 15 canards ayant ingéré des billes de plombs sont morts, ainsi que 27 % des 15 canards ayant ingéré les billes d'alliage plomb-étain, 20 % de ceux ayant ingéré des billes de zinc (les 10 survivants au zinc ayant montré des signes de détresse (moindre contrôle musculaire et perte de poids corporel). Aucun des lots de 15 canards ayant ingéré des billes de nickel, des billes d'acier revêtues de téflon, ou d'étain pur ne sont morts . Les auteurs signalent que 73 % de ceux ayant ingéré de la grenaille de nickel avaient éliminé tous les grains avant la fin de la période de 30 jours .
Une étude de 1966 montrait que des inclusions intranucléaires acido-résistantes (complexe plomb-protéine impliquée dans un processus naturel de désintoxication ?) étaient détectées dans les reins de tous les colverts intoxiqués à la grenaille de plomb ou de plomb-étain, mais pas dans les reins des oiseaux ayant ingéré des billes de nickel, d'étain, d'acier ou d'acier téfloné . Ces inclusions acido-résistantes atypiques ont par contre été trouvés dans les reins d'un des 15 oiseaux ayant ingéré des billes de zinc. Un pigment contenant du fer rendu visible par une coloration de la préparation au bleu de Prusse, était présent (en quantités variables) dans presque tous les foies. Tous les canards ayant ingéré les billes de zinc (ceux qui sont morts durant l'expérience, et les autres qui ont été tués et autopsiés alors qu'ils montraient encore des signes d'intoxication) présentaient une forte concentration de fer dans le foie plus élevée que celle des canards qui avaient récupéré de l'intoxication au zinc.

### Décontamination des écosystèmes
Des besoins en recherche  existent encore concernant les solutions les plus efficaces pour décontaminer les écosystèmes, ou pour éventuellement trouver des « antidotes » au plomb fiables et envisageables pour les oiseaux sauvages.
Joanna Burger, en 1995 espérait trouver d'éventuels moyens de détoxication connus des oiseaux, mais non détectable en laboratoire.

### Impact économique de l’empoisonnement au plomb chez les oiseaux d’eau
Le coût financier global du saturnisme animal n'a jamais été été évalué, et il semble difficile à calculer, notamment car il faudrait alors intégrer les coûts de décontamination de l'environnement, et ceux des pertes de services écosystémiques liées aux empoisonnements, voire le coût des saturnismes humains liés à l'ingestion de gibier ou autres viandes contaminées par le plomb de chasse (chez les enfants notamment). Des études plus précises ont cependant porté sur certains lieux ou certains groupes d'oiseaux, mettant en évidence des coûts très élevés : 
Ainsi, pour 16 espèces oiseaux d'eau bien inventoriés, on sait qu'environ 700 000 d'entre eux meurent de saturnisme dans l’UE, et 1 million dans toute l’Europe (soit 6,1 % à 7 % des populations hivernantes). En outre, trois fois plus souffrent d’effets sublétaux qui augmentent le risque qu'ils meurent prématurément d'autres causes, et qu'ils se reproduisent mal (le plomb est reprotoxique).

Des chercheurs, en 2018 se sont basés sur :
1. le coût d'un repeuplement, c'est-à-dire du remplacement des oiseaux sauvages empoisonnés par des individus élevés en captivité ; estimé à 105 millions d’euros par an dans l’UE et 142 millions d’euros en Europe, en tenant compte du taux élevé[131],[132] de mortalité élevé des oiseaux relâchés (72,7 %) ;
2. le coût des occasions de chasse perdues à la suite de la mortalité des oiseaux (129 millions d’euros dans l’UE et 185 millions d’euros en Europe).

Sur ces seules bases, les pertes sont au moins comprises entre 100 et 200 millions d’euros, une fourchette qui sous estime la réalité, car ce calcul n'a pas intégré la mortalité indirecte, ni les effets délétères du plomb sur la reproduction, ni les services écosystémiques ainsi perdus. 
D'autres méthodes existent pour évaluer les dommages pécuniaires induits par des actions dégradant la faune, les habitat et les services qu’ils fournissent,, par exemple en évaluant ce que coûteraient les opérations de dépollution et/ou de restauration des milieux,
Dans tous les cas, les estimations suggèrent qu'interdire ou réduire la grenaille de plomb dans les zones humides couterait bien moins cher que les coûts d'adoption/transition de munitions alternatives (sans plomb).

## Mesures de réduction du saturnisme aviaire, règlementation
Réduire les risques de saturnisme nécessite des actions à la fois individuelles et collectives, incluant une réduction à la source, un contrôle des sources de pollutions, une évaluation de tous les risques d'exposition et le cas échéant le nettoyage de certains sites à risque (sites de Ball-trap par exemple).
La première mesure est l'interdiction du plomb, et son remplacement par des produits moins toxiques (bismuth…) ou par de l'acier doux.
Cette interdiction n'a cependant que localement et lentement été appliquée. Elle a mal été acceptée par fabricants et les chasseurs, car les cartouches acier étaient plus chères que les cartouches au plomb (bien que le plomb soit plus coûteux que le fer en tant que matière, il est plus facile à mettre en œuvre). De plus le plomb étant plus lourd que l'acier, sa grenaille a une énergie cinétique plus importante, ce qui a donné aux cartouches plomb, une réputation de meilleure efficacité. Toutefois les billes d'acier ne se déforment pas lors du tir, ce qui permet aux billes de moins se disperser dans l'air, et les nouvelles cartouches compensent la moindre énergie cinétique par une charge de poudre plus performante.
Aux États-Unis où une loi spéciale vise à diminuer la mortalité des condors par saturnisme induit par le plomb de balles ou cartouches , après près de 12 mois de débat public et d'analyse environnementale de la question, la commission pour la chasse et la pêche a en décembre 2007 interdit les balles au plomb pour le grand gibier (article 353, Titre 14, CCR) pour les chasse au chevreuil, ours, sanglier, wapiti et antilope américaine (Antilocapra americana), dans toutes les zones de désignées comme territoire d'alimentation du Condor de Californie. De même les espèces non considérées comme gibier (section 475, titre 14, du RCC) ne doivent plus être tirées avec des cartouches ou balles contenant du plomb( à partir du 1er juillet 2008) ,.
En Europe, le plomb perdu dans l'environnement répond théoriquement à la définition du déchet toxique, et à celle du déchet dangereux. Une approche européenne semblerait subsidiairement justifiée, au moins pour les espèces migratrices, d'autant que la convention AEWA, avait cet objectif à échelle paneuropéenne.
Néanmoins, l'interdiction du plomb pour la chasse ne s'est d'abord faite que dans les zones humides, et/ou pour la chasse des oiseaux d'eau (hors des zones humides). Elle n'a été adoptée au Danemark qu'en 1985. Plusieurs années après, la Norvège, les Pays-Bas, la Finlande et la Suède ont suivi. D'autres pays européens (dont la France, via la Convention AEWA , sous l'égide de l'ONU (PNUE) ,) s'étaient engagée à mettre en œuvre l'interdiction de l'utilisation du plomb pour le tir, au moins sur les zones humides et avant l'an 2000 « dernière limite », mais face à l'opposition de certains chasseurs, les règlementations ou leur application ont été repoussées.
En 2008, 8 ans après expiration du délai décidé en 1995 par l'AEWA, seuls le Danemark, la Norvège et les Pays-Bas avaient étendu l'interdiction à toutes les espèces chassées (ce qui autorise encore le plomb pour le ball-trap, ou le tir d'espèces considérées comme « nuisibles »). Or ce n'est pas dans ces pays que l'on chasse le plus, ni que le plus grand nombre de plomb par hectare a été mesuré.
Pour le plomb de pêche, seul le Danemark a déjà émis une interdiction générale (en vigueur depuis 2002). Au Royaume-Uni l'interdiction de 1987 ne concerne que l'eau douce et les plombs de plus 0,06 gramme et moins de 28,35 g. En Suède, des interdictions volontaires concernent certaines rivières. Au Canada, les plombs de moins de 50 g sont interdits dans les parcs nationaux et zone de protection de la faune sauvage au Canada et de la faune des zones. Le plomb de pêche est également interdit dans le parc national de Yellowstone et dans certaines réserves fauniques des États-Unis (les États de NY, ME et VT ont interdit la vente de plombs de pêche de moins de 28,35 g. D'autres prévoient de semblables interdictions).
L'UE aurait envisagé en 2004 une interdiction générale à l'échelle européenne pour 2015 (années à laquelle les cours d'eau doivent retrouver le bon état écologique selon la DCE). Ce projet serait au moins provisoirement abandonné selon le lobby des fabricants de matériel de pêche (EFTTA pour l'UE et FIPO en Italie ) qui s'oppose à une interdiction jugé par lui coûteuse pour la profession, mais chaque État membre peut légiférer à son niveau (ce qui n'empêchera pas les oiseaux migrateurs de voir augmenter le risque de s'empoisonner dans le pays voisin si le plomb continue à y être utilisé). L'EFTTA tout en refusant une interdiction du plomb, encourage ses adhérents à considérer l'utilisation d'alternatives .
Quant aux risques pour le consommateur humain, ils ne sont que peu évoqués (pas même cités par ex par le PNSE 2 ni par les arrêtés français des 18 et 21 décembre 2009 fixant des exigences complémentaires en matière d'hygiène alimentaire et de commercialisation applicables aux produits d'origine animale et denrées alimentaires en contenant , malgré les encouragements européens au approches de type HACCP.
Néanmoins en Europe, plusieurs directives (2005/4/CE  modifiant la Directive 2001/22/CE ) imposent et cadrent le contrôle du plomb dans les denrées alimentaires, complétant la Directive 96/23/CE  et le Règlement CE 1881/2006 . En France, les résultats du Plan de contrôle des résidus chimiques dans les gibiers (2005) ne signalait pas de résultats non conformes d'analyse, mais précisait  « Il n'y a pas de recherche de plomb sur les gibiers sauvages du fait du mode d'abattage des animaux à l'aide de munitions à base de plomb ».(p. 16/67). Il signalait néanmoins un cas de foie de gibier « d'élevage » dépassant la limite maximale retenue de 0,5 mg/kg. et précisait (p. 16/67) « Les résultats non conformes des gibiers sont l'expression de la contamination de l'environnement dans lequel ces animaux se sont développés. Cette contamination peut être observée lorsque les sols sont naturellement riches en éléments métalliques ou du fait d'activités humaines (industrie, transport, incinérateur…) ».
De son côté, le Codex Alimentarius promeut pour le plomb le principe « ALARA » (niveau aussi bas que raisonnablement possible), avec une norme de 0,02 mg/kg de plomb pour le lait , le respect des bonnes pratiques et de la sécurité du consommateur. Pour les produits de la pêche, la LMR de plomb dans la chair musculaire est maintenant en Europe de 0,30 mg/kg, contre 0,1 mg/kg pour les huiles et matières grasses

### Vitesse de résilience après interdiction du plomb
Une étude a cherché à mesurer à quelle vitesse les grenailles non toxiques (acier), ou réputées non toxique (bismuth-étain) remplacent peu à peu le plomb parmi les billes trouvées dans les gésiers des canards.
- pour cela, des chasseurs ont fourni les gésiers de 16 651 canards tués dans le couloir de migration aviaire du Mississippi (en 1996 et 1997, c'est-à-dire 5 et 6 ans après la conversion obligatoire aux munitions dites « non-toxiques » aux États-Unis). D'éventuelles grenailles métalliques ont été recherchées dans ces gésiers. On en a trouvé chez 8,9 % de 15 147 canards colverts (Anas platyrhynchos), chez 12,7 % de 749 canards à collier (Aythya collaris), chez 4,3 % de 579 fuligules (Aythya affinis et A. marila), et 9,7 % de 176 Fuligules à dos blanc (Aythya valisineria). Les gésiers contenant de la grenaille provenaient pour 68 % de colverts, pour 45 % de fuligule à collier, pour 44 % de morillons. Curieusement, 71 % des gésiers de Fuligule à dos blanc ne contenait que des billes non toxiques.
- Les auteurs estiment que les munitions non toxiques ont 6 ans après la généralisation de leur obligation réduit la mortalité par saturnisme chez les canards colverts (de la voie migratoire du Mississippi) de 64 %. L'ingestion de deux ou plus billes de plomb semble avoir diminué de 78 %.

En admettant que ces taux de moindre mortalité par saturnisme puissent être extrapolés aux autres espèces et aux autres corridors migratoires d'Amérique du Nord, les auteurs estiment qu'environ 1,4 million de canards ayant emprunté vers le sud les corridors migratoires continentaux durant l'automne 1997 (sur un total de 90 millions) ont ainsi pu éviter un saturnisme fatal.
Seulement 1,1 % des 1 318 gésiers contenait une ou plusieurs billes de plomb incrustés (et non avalé). Sur ces 1 318 oiseaux abattus à la chasse, seuls 1 % l'avait été avec des grenailles de plomb (interdites) et seul un plomb de pêche toxique a été retrouvé dans la totalité (16 651) des gésiers collectés pour l'expérience.
- On peut donc supposer qu'alors que le risque augmentait en Europe (hormis au Danemark), en Amérique du Nord, l'ingestion de plomb par les consommateurs de canards a également significativement diminué en 6 ans. Une certaine sous-estimation du risque est cependant possible en raison de biais possibles de l'étude :

les billes de plomb peuvent être rapidement érodées dans le gésier (en quelques jours parfois), là où les billes d'acier peuvent persister bien plus longtemps ; Un oiseau ne présentant pas de grenaille de plomb dans le gésier, ou ne présentant que des grenailles non-toxiques peut en réalité avoir antérieurement avalé et « digéré » une ou plusieurs billes de plomb (dans les semaines ou mois précédents). Seule une analyse de plomb des plumes ou os ou foies pourrait préciser quantitativement le risque (pour le canard, comme pour son consommateur).
concernant le bon respect de la loi (c'est-à-dire la non-utilisation de cartouches au plomb), le fait que les chasseurs savaient qu'ils donnaient les gésiers pour une expérimentation de type évaluative pourrait les avoir incités à mieux respecter la loi.

## Traitements vétérinaires
Une fois le diagnostic posé, un traitement chélateur et médical est possible, mais n'est pratiqué que dans de rares cas (espèces protégées récupérées par des centres de soins ou en zoo, coûteux oiseaux de compagnie , ou intoxications groupées d'oiseaux sauvages ou d'élevage).
- Il commence avec l'arrêt de l'exposition, avec - si nécessaire - l'isolement de l'animal.
- Une radiographie peut confirmer ou infirmer la présence de plomb métallique dans l'organisme (billes, agrès de pêche) ; en cas d'exposition récente aiguë : l'équivalent d'un lavage d'estomac peut être entrepris. chez de gros oiseaux, un endoscope muni d'une pince permet d'extaire les plombs visibles dans le gésier [153]
- Un Traitement chélateur peut faciliter l'élimination via les excréments, mais présente également des risques. Ce traitement peut être amélioré par une hyperhydratation (perfusion ou absorption d'eau) pour accélérer l'élimination du plomb chélaté. Les traitements disponibles sont : l'EDTA (ou calcium édétate de sodium ; CaNa2EDTA), le dimercaprol, le DMSA (succimer ou acide dimercaptosuccinique), en administration orale [154]. Si l'intoxication est trop grave, l'oiseau meurt néanmoins.

À titre d'exemple , chez 6 cygnes sauvages (Cygnus cygnus) et deux cygnes siffleurs (Cygnus columbianus) trouvés anormalemnet affaiblis à Swamp Miyajima (Hokkaido, Japon) en mai 1998 ; sur la base de symptômes évocateurs d'un possible saturnisme (Anorexie, dépression, selles vertes et liquides, conjonctive claire et anémie), une radiographie a mis en évidence de six à 38 plombs dans le gésier. La plombémie était de 2,5 à 6,7 µg/g (moyenne +/-SD = 4,6 +/-1,14 µg/g) au jour 1. Un traitement intraveineux au CaEDTA et une réalimentation forcée n'ont pu éviter la mort de 7 de ces 8 cygnes dès le lendemain ; l'autopsie a confirmé une défaillance du foie et des reins. Les Foies contenaient déjà respectivement 14,0 à 30 µg/g de plomb (en poids humide), et les reins plus encore (de 30,2 à 122 µg/g). Le seul oiseau survivant (cygne chanteur) a survécu grâce au CaEDTA et à l'ingestion de charbon activé qui ont permis en un peu plus de 2 mois de faire chuter sa plombémie de 2,9 µg/g à 0,09 µg/g. Après 4 mois de rééducation, il a été rendu à la nature, au risque qu'il se réintoxique dans le marais de Miyajima .
- Une nourriture non carencée et riche en vitamine C, vitamine D, éventuellement enrichie en fer et calcium limiterait significativement l'absorption future de plomb à partir du bol alimentaire.

 Pronostic :  Il dépend de la gravité de l'intoxication, mais aussi de la rapidité d'intervention.
Il semble que quand le proventricule est déjà fortement lésé par le plomb, l'animal soit souvent condamné, malgré l'administration d'un antidote de type EDTA . il est possible que si l'animal survit à l'intoxication et au traitement, il conserve des séquelles durables, surtout s'il était jeune quand il a été intoxiqué.

### En France
L'école vétérinaire de Nantes a été la première à étudier finement les doses susceptible d'affecter ou tuer des oiseaux, en utilisant le canard colvert comme modèle.

## Prospective
Les formes de saturnisme animal liées à l'ingestion de plomb de chasse en tant que gastrolithe, ou sous forme de chair contaminée sont encore courantes, et continueront à se manifester longtemps après l'interdiction du plomb de chasse ou de pêche ; le plomb moléculaire n'est en effet ni biodégradable, ni dégradable. Et étant très bioaccumulable, il restera pour cette raison longtemps un problème environnemental de santé publique (Santé environnementale) dans la plupart des pays, en dépit de son interdiction d'usage dans l'essence et les peintures.
De plus, en 2010, une grande partie des munitions (cartouches et balles) encore tirées dans le monde contiennent du plomb, qui continue à se surajouter à celui déjà introduit dans les habitats naturels.
Des conséquences en matière de dynamique des populations sont probables, car :
- le plomb est facteur de délétion de la spermatogenèse chez le mâle (il interfère notamment avec le zinc, nécessaire à la maturation du spermatozoïde)
- absorbé par une femelle, le plomb peut aussi influer sur les capacités de développement et de survie du poussin ou du futur adulte ;
- enfin, tout cadavre d'animal mort de saturnisme après s'être cachés pour mourir (comportement naturel des animaux) sera mangé par des oiseaux ou mammifères nécrophages ou enterrés et consommés par des invertébrés et autres organismes nécrophages ou décomposeurs, qui seront eux-mêmes une source d'éventuelle reconcentration et dispersion du plomb.

Un cadavre mort du saturnisme devient à son tour une nouvelle source de pollution du sol et de l'environnement.
- On a montré en 2007, que l'encéphalopathie induite par l'exposition du cerveau au plomb, est notamment liée à une perturbation de la neurotransmission liés au glutamate nécessaire au fonctionnement de nombreuses synapses du cerveau, et a priori essentiel pour l'apprentissage. Le récepteur du glutamate, réputé expliquer l'étonnante plasticité neuronale du cerveau et du développement, est une molécule réceptrice dénommée N-methyl-D-aspartate (NMDA). Or cette NMDA est sélectivement bloquée par le plomb, et le plomb passe facilement les barrières méningées protégeant le cerveau. On peut donc supposer que l'intoxication saturnine puisse aussi perturber les réseaux neuronaux de l'apprentissage [157] du jeune oiseau[4]. Or on sait par ailleurs que les jeunes oiseaux réussissent moins bien à se nourrir et à trouver leur route de migration que leurs parents. Une diminution de leur capacité d'apprentissage diminue a priori leurs chances de survie à long terme.

## Risques sanitaires pour l'humain
Longtemps, ils n'ont pas fait l'objet d'évaluation sanitaire ou scientifique précise. Pourtant, dans tous les cas de saturnisme aviaire concernant des espèces gibier, il existe a priori un risque qu'une partie du plomb contenu dans la chair des oiseaux soit absorbée par le consommateur, avec des risques exacerbés pour certains aliments (pâté de foie ou gésier d'oie ou de canard sauvage par exemple), et avec des risques très exacerbés pour le fœtus et l'embryon si cette nourriture (gibier) est consommée par une femme enceinte ou femme en âge de procréer (la barrière du placenta, n'est absolument pas efficace pour le plomb), ou pour le jeune enfant.
L'allaitement est également une source de contamination de la mère à l'enfant.
À titre d'exemple, en Espagne, au début des années 2000, 1,2 million de chasseurs ajoutaient annuellement environ 6 000 t de billes de plomb, au plomb dispersé les années précédentes (et 30 à 50 t de ce plomb était dispersé dans les zones humides) . Ce sont au moins 50 000 oiseaux qui meurent d'intoxication aiguë au plomb chaque année en Espagne. Et bien d'autres sont chroniquement affectés (et contiennent assez de plomb parfois pour intoxiquer les consommateurs de gibier) . La plupart des espèces connues pour être souvent victimes de saturnisme peuvent être légalement chassées et le fait d'être intoxiqués par le plomb augmente le risque qu'ils soient tués à la chasse (moindre vigilance, et moins de capacité de fuite…).
Par conséquent, les chasseurs de sauvagine (environ 30 000 en Espagne) et leurs familles ou amis, surtout les enfants, sont exposés au risque d'ingestion de sels de plomb à partir de la chair d'oiseaux empoisonnés.
Une étude fondée sur le taux de contamination du foie de 411 oiseaux d'eau a montré que la consommation d'un seul foie (souvent consommé en Espagne) à partir de n'importe quel oiseau d'eau sauvage tiré comme « gibier » pouvait entraîner l'absorption directe de 0,01 à 2,3 mg de plomb dans 40,4 % des cas, soit souvent plus que les 0,5 mg/kg de poids humide, la teneur en plomb maximale autorisée dans les abats de volaille en Europe .
Le Laboratoire de toxicologie et le Département de pharmacologie, soins et toxicologie de la Faculté vétérinaire de l'Université autonome de Barcelone ont en 2002 alerté les autorités sanitaires espagnoles : « Les autorités de gestion de la santé devrait porter une attention urgente à ce problème environnemental qui constitue un risque aussi avéré pour la santé humaine » .
Les autorités sanitaires d'État du Dakota du Nord ont ordonné aux banques alimentaires de ne plus accepter les dons de viande de gibier et de se séparer de tels stocks car contenant trop souvent de nombreux fragments de plomb (plomb dispersé autour de la trajectoire de la balle).
Cette décision a été prise après que le Dr William Cornatzer eut collecté et scanné (par tomodensitographie) environ 100 paquets (d'une livre chaque) de viande de cervidé provenant de garde-manger de banques alimentaires. Le ministère de la Santé du Dakota du Nord, a confirmé la présence de plomb après, et le risque pour la santé humaine  avoir fait ses propres tests . Les cadavres d'animaux non récupérés par les chasseurs, ou leurs entrailles (contenant des fragments de plomb) abandonnées dans la nature après l'éviscération sont mangés par d'autres animaux (dont oiseaux), qui à leur tour accumulent du plomb, parfois jusqu'à en mourir .
Une étude faite dans le parc national de Yellowstone a relevé une élévation des taux de plomb des corvidés, certains rapaces (Golden Eagles, pygargues à tête blanche…) et d'autres charognards lors des saisons de chasse au cerf et wapiti, ce qui laisse penser que le saturnisme aviaire est très répandu .
Au vu de ces données, les chasseurs peuvent volontairement utiliser des munitions sans plomb, pour le bénéfice des espèces qu'ils chassent mais aussi d'eux-mêmes et de leurs familles .
Les enfants sont les plus exposés. La FDA recommande que les enfants de moins de 6 ans absorbent (toutes sources alimentaires confondues) moins de 6,0 µg/j de plomb.

### Recommandations
- Lead Ammunition Group (2 juin 2015) Lead Ammunition, Wildlife and Human Health ; A report prepared for the Department for Environment, Food and Rural Affairs (DEFRA) and the Food Standards Agency (FSA) in the United Kingdom (recommandation d'un groupe dédié à l'évaluation des risques posés par le plomb de chasse au Royaume-Uni)

[Rapport https://www.leadammunitiongroup.org.uk/wp-content/uploads/2015/06/LAG-Report-June-2015-without-Appendices.pdf] et ses annexes (322 pages))

### Vidéographie
- Jane Pauley/Robert Bazell ; « vidéo présentant l'extraction par endoscope de trois plombs ingérés chez un cygne trompette »(Archive.org • Wikiwix • Archive.is • Google • Que faire ?) ; 03/28/1989 ; NBC & Université de Phénix (Consultée 2010 05 29); Durée : 3 min 32 s